# Florence Nightingale

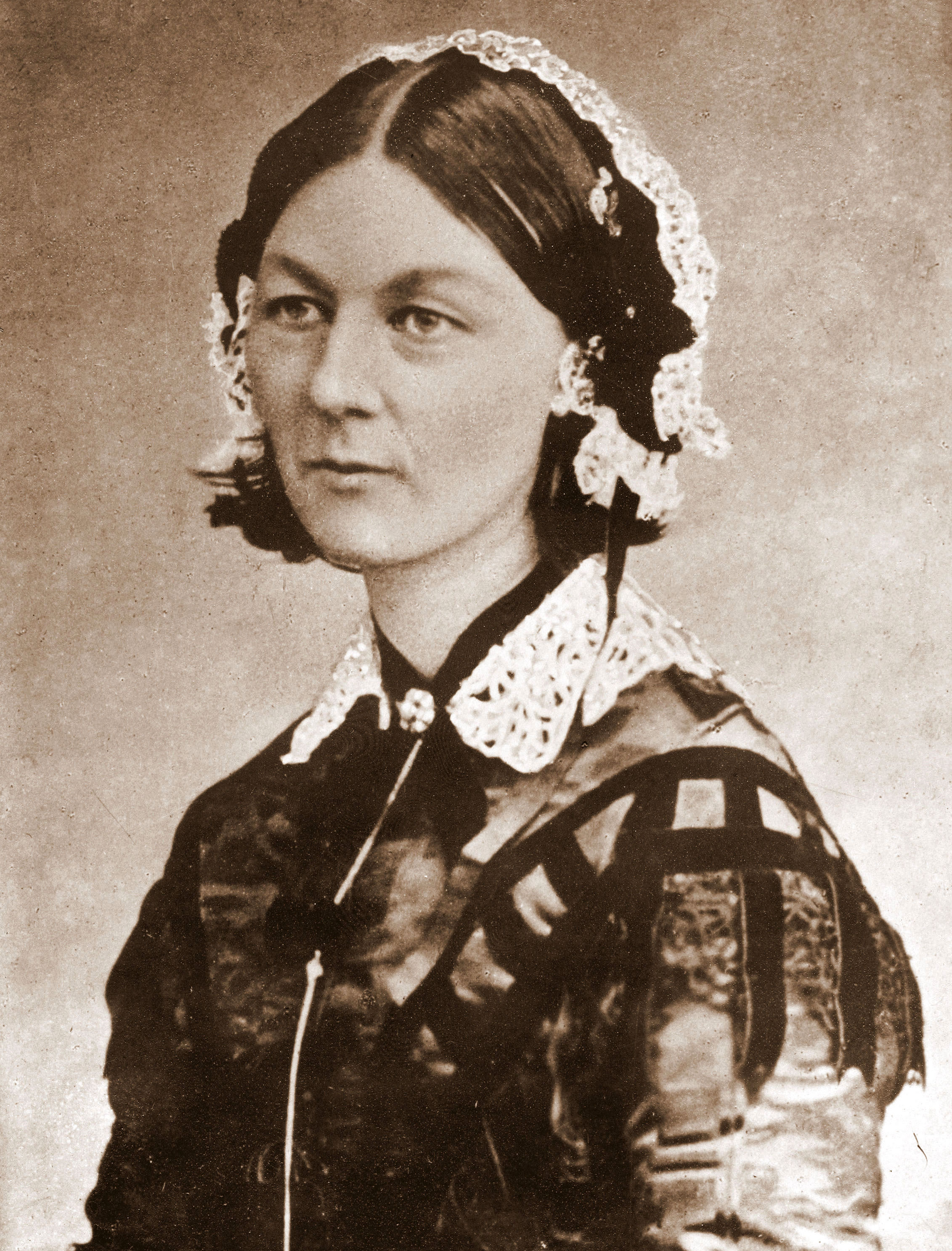
Florence Nightingale (1850er Jahre)

Florence Nightingale [ˈflɒɹəns ˈnaɪtᵻnɡeɪl] (* 12. Mai 1820 in Florenz, Großherzogtum Toskana; † 13. August 1910 in London, England) war eine britische Krankenschwester, Statistikerin, Begründerin der modernen westlichen Krankenpflege und einflussreiche Reformerin des Sanitätswesens und der Gesundheitsfürsorge in Großbritannien und Britisch-Indien. Die mathematisch begabte Forscherin Nightingale gilt außerdem als Pionierin der visuellen Veranschaulichung von Zusammenhängen in der Statistik.
Nightingale vertrat die Ansicht, dass es neben dem ärztlichen Wissen ein eigenständiges pflegerisches Wissen geben sollte, und vertrat diese auch in ihren Schriften zur Krankenpflege, die als Gründungsschriften der Pflegetheorie gelten. Unter anderem beschäftigte sie sich darin mit den Auswirkungen der Umgebung auf die Gesundheit. Ihr als Nightingalesches System bezeichnetes Ausbildungsmodell sah eine Ausbildung von Berufsanfängern vor allem durch erfahrene Pflegekräfte vor.
Während des Krimkrieges (1853–1856) leitete sie eine Gruppe von Pflegerinnen, die verwundete und erkrankte britische Soldaten im Militärkrankenhaus im türkischen Scutari (dem heutigen Istanbuler Stadtteil Üsküdar) betreute. Da sie nachts auf ihren Kontrollgängen die Patienten mit einer Lampe in der Hand besuchte, ging Nightingale als Lady with the Lamp („Dame mit der Lampe“) in die britische Folklore ein.
Tatsächlich war Nightingale an der direkten Pflege von Verletzten und Erkrankten kaum beteiligt. Ihre Leistung in Scutari bestand in der Schaffung und Aufrechterhaltung eines rudimentären Krankenhausbetriebes. Aus dem Krimkrieg kehrte Nightingale chronisch krank nach Großbritannien zurück und führte als Invalide von da an ein zurückgezogenes Leben. Durch ihre zahlreichen Veröffentlichungen und Korrespondenzen nahm sie dennoch Einfluss auf mehrere Gesundheitsreformen.

## Bedeutung von Nightingales Wirken

### Für die heutige Pflege
Das 19. Jahrhundert wird auch als das „Jahrhundert der Medizin“ bezeichnet. Durch die Fortschritte in Diagnostik und Therapie wandelten sich die „Siechenhäuser“ in Krankenhäuser im heutigen Sinne. Heilungssuchende begannen, gezielt Krankenhäuser aufzusuchen, um sich behandeln zu lassen. Entsprechend wurde nun ausgebildetes Pflegepersonal – anstelle von Krankenwärtern – benötigt, das die Ärzte in der Therapie unterstützen konnte und mit den Patienten angenehmere Umgangsformen pflegte.
Während sich in anderen europäischen Ländern, insbesondere in Frankreich und Deutschland, katholische Orden die Ausbildung von Pflegern zur Aufgabe machten, geschah dies in Großbritannien wenig. Die wenigsten Klöster und Orden hatten die englische Reformation überlebt. Dieser Umstand wurde der britischen Öffentlichkeit durch Veröffentlichungen von Nightingale schmerzlich bewusst. Die Ausbildung von Pflegepersonal wurde daraufhin als nationale Aufgabe gesehen, für die Spendengelder gesammelt wurden.
Die von Nightingale gegründete Pflegeschule Nightingale School of Nursing am St Thomas’ Hospital in London wurde zur Keimzelle dieser Professionalisierung. Krankenhäuser aus allen britischen Regionen forderten in der Folgezeit Absolventen an, die das Pflegesystem an der eigenen Einrichtung reformieren und eine Ausbildung einführen sollten. Durch eine Art Schneeballsystem breitete sich so das Nightingale Nursing über den gesamten Commonwealth aus. Der Pflegeberuf in angelsächsischen Ländern ist bis heute anspruchsvoller in der Ausbildung – z. T. auf Hochschulniveau – und weist der Nurse weit mehr Kompetenzen zu als z. B. dem Gesundheits- und Krankenpfleger in Deutschland.
Im Gegensatz dazu lassen sich die Spuren der Ordenspflege bei uns auch heute noch erkennen: Anrede als „Schwester“ und Nächstenliebe als wesentliche Motivation. Nightingale trug in Großbritannien und den zum Empire gehörenden Ländern wesentlich dazu bei, dass sich die Krankenpflege zu einem gesellschaftlich geachteten und anerkannten Berufsweg für Frauen entwickelte, und legte Ausbildungsstandards fest, die zuerst in der von ihr gegründeten Krankenpflegeschule angewandt wurden.
Mit ihrem Satz „Ärzte beschäftigen sich mit Krankheiten, Krankenschwestern beschäftigen sich mit Menschen“ soll sie den Grundstein für eine Philosophie der Krankenpflege gelegt haben.

### Für die Pflegewissenschaft und Statistik
Nightingale gilt als Erfinderin des Polar-Area-Diagramms, eines Kreisdiagramms mit unterschiedlichen Radiuslängen, das sie vor allem zur Darstellung zyklischer Vorgänge nutzte. Außerdem propagierte sie in ihren Notes on Nursing sozialwissenschaftliche Feldexperimente.
Ein Großteil ihrer Arbeit bestand in der Informationserfassung und -verarbeitung als Managementaufgabe. So entwickelte sie Fragebögen, die in Kliniken verteilt wurden, um Missstände zu erkennen und nachweislich abzustellen. Diesen wissenschaftlichen Ansatz unter Nutzung von statistischen Analysen hat sie nicht nur in der Gesundheitsfürsorge genutzt, sondern auch bei ihren Bemühungen um die Verbesserung der Lebensumstände in Britisch-Indien.
Nightingale ist die erste Frau, die in die britische Royal Statistical Society aufgenommen wurde; später erhielt sie auch die Ehrenmitgliedschaft der American Statistical Association.

### Auszeichnungen
Für ihre Leistungen wurde Nightingale 1883 durch Queen Victoria mit dem Royal Red Cross ausgezeichnet und 1907 von König Edward VII. als erste Frau in den Order of Merit aufgenommen. Heute wird jeweils an ihrem Geburtstag der Internationale Tag der Pflege (auch Florence-Nightingale-Tag, engl. Herkunftsbezeichnung International Nurses Day, IND) begangen, und das Internationale Komitee vom Roten Kreuz verleiht seit 1912 im Andenken an sie die Florence-Nightingale-Medaille, die als höchste Auszeichnung gilt, die an Pflegekräfte verliehen werden kann.

### Internationale Wirkung und Rezeption
Nightingales Wirken im Krimkrieg (1854–1856) inspirierte Henri Dunant, den Mitbegründer des Roten Kreuzes, angesichts der Schlacht von Solferino (1859).

## Leben

### 1820 bis 1836: Herkunft und frühe Jahre
Florence Nightingales Mutter Fanny Nightingale, geborene Smith, entstammte einer politisch liberalen Familie. Der Großvater mütterlicherseits, der Kaufmann und Politiker William Smith, setzte sich im britischen Unterhaus für die Rechte der unteren Schichten, die weltweite Ächtung der Sklaverei und für Religionsfreiheit ein.
Ihr Vater war William Edward Nightingale, geboren 1794 als William Edward Shore, der 1815 ein beträchtliches Vermögen von einem Onkel geerbt hatte. Entsprechend den Bestimmungen des Testaments änderte er seinen Nachnamen von Shore in Nightingale. Er war ein Schulfreund von Fanny Smiths jüngerem Bruder Octavius und lernte 1811 seine spätere, sechs Jahre ältere Frau kennen.
William Nightingale und Fanny Smith heirateten 1818 und reisten unmittelbar nach der Hochzeit zwei Jahre durch Europa. Nightingales ältere Schwester Parthenope wurde 1819 in Neapel geboren und nach der griechischen Bezeichnung ihrer Geburtsstadt benannt. Florence Nightingales Geburtshaus war die Villa Colombaia in Florenz. Wie bei der älteren Tochter wählte das Ehepaar Nightingale einen Vornamen in Anlehnung an den Geburtsort aus. Die Familie kehrte im Winter 1820 nach Großbritannien zurück und ließ sich zunächst in Lea Hurst in der Grafschaft Derbyshire nieder. Fanny Nightingale empfand die dortigen Winter jedoch als zu streng und die Möglichkeiten, am gesellschaftlichen Leben teilzunehmen, als zu eingeschränkt. 1825 erwarb William Nightingale zusätzlich den Landsitz Embley Park in Hampshire, der zum Hauptwohnsitz der Familie wurde.

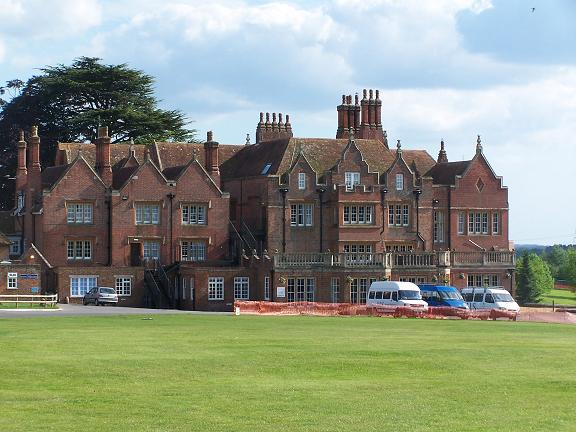
Embley Park, der Hauptwohnsitz der Familie Nightingale

Aus Nightingales Kindheit sind mehrere Briefe an Familienmitglieder erhalten, die nach Ansicht des Biografen Mark Bostridge sehr früh eine große sprachliche Begabung und Beobachtungsgabe zeigen. Bereits mit neun Jahren sprach sie so gut Französisch, dass sie für ihre Mutter eine Predigt in dieser Sprache zusammenfassen konnte. Ab 1831 übernahm der in Cambridge gebildete Vater einen großen Teil der Erziehung seiner Töchter. Er unterrichtete sie in Latein, Griechisch, Deutsch, Französisch und Italienisch sowie in Mathematik, Geschichte und Philosophie. Die zusätzlich engagierte Hauslehrerin war für den Unterricht in Zeichnen und Musik zuständig.
Fanny und William Nightingale waren Anhänger des Unitarismus, einer liberalen und dogmenfreien christlichen Glaubensrichtung, die unter anderem die Lehre der Dreifaltigkeit Gottes ablehnte. Auch wenn Bostridge den im Verlauf ihres Lebens zunehmend heterodoxer werdenden Glauben Nightingales betont, waren einzelne Elemente des unitaristischen Ethos für sie prägend: der Glaube an sozialen Fortschritt und an eine moralische Verpflichtung gegenüber der Gesellschaft sowie die große Bedeutung, die dem Dienst an der Gemeinschaft beigemessen wurde. Briefe aus den 1830er-Jahren belegen, dass die Familie Nightingale in dieser Zeit für die Dorfbewohner in der Nähe von Lea Hurst medizinische Versorgung organisierte und bezahlte. Nightingale sammelte ihre ersten Erfahrungen in der Krankenpflege zwar durch die Pflege kranker Familienmitglieder, begleitete aber bereits in sehr jungem Alter ihre Mutter und ihre Gouvernante bei Krankenbesuchen in den umliegenden Dörfern. Tagebucheinträge der erst zehnjährigen Nightingale über den Selbstmord einer jungen Mutter weisen darauf hin, dass sie dadurch sehr früh einen Eindruck der Lebensbedingungen der Armen erhielt.

### 1837 bis 1844: Entscheidung für die Krankenpflege
Im Januar 1837 suchte eine Grippe-Epidemie den Süden Englands heim. Nightingale war eine der wenigen, die gesund blieben, und widmete sich vier Wochen lang intensiv der Versorgung Erkrankter. In einem Brief an ihre Schwester hält sie fest, sie habe als „Krankenschwester, Gouvernante, Hilfspfarrerin und Ärztin“ gehandelt. In diese Zeit fällt auch ein religiöses Erweckungserlebnis, das für sie so prägend war, dass die Jahrestage für sie zeitlebens ein besonderes Ereignis blieben. Am 7. Februar 1837 schrieb Nightingale in ihr Tagebuch: „Gott sprach zu mir und rief mich in seinen Dienst.“ Welcher Art dieser Dienst sei, sagte die Stimme nicht. Sie gibt in ihrem Tagebuch auch keinen Hinweis darauf, in welcher Weise sich dieser Ruf äußerte. In ihren Notizen und Tagebüchern gibt es jedoch Hinweise, dass sie (auch) in späteren Lebensphasen den Ruf Gottes vernahm.

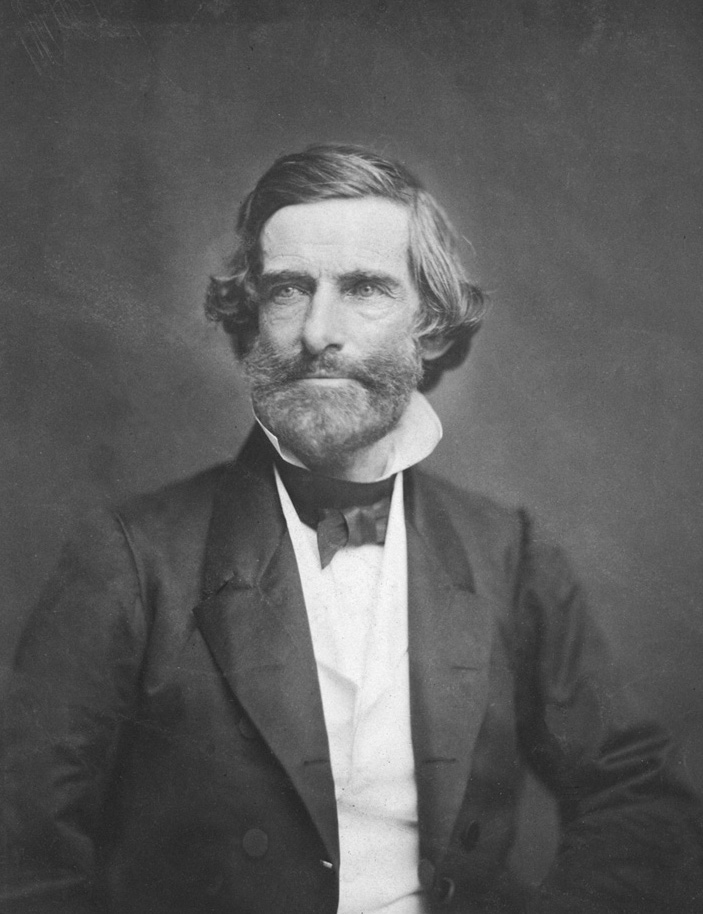
Der amerikanische Arzt Samuel Gridley Howe, der Nightingale in ihrer Entscheidung für die Krankenpflege bestärkte

Nightingales steigendes soziales Engagement wurde durch eine anderthalbjährige Reise der Familie durch Frankreich und Italien unterbrochen. Am 9. April 1839 kehrte die Familie nach Großbritannien zurück, und Anfang Mai wurde Florence Nightingale am Hof der jungen Königin Victoria eingeführt. Dank eines Cousins, der in Cambridge Mathematik studierte und in Lea Hurst für einige Wochen zu Gast war, begann sie sich ab Juni 1839 immer mehr mit Mathematik auseinanderzusetzen.
Ihre Eltern standen ihrem neuen Interessengebiet skeptisch gegenüber, insbesondere ihre Mutter hätte es lieber gesehen, wenn sich ihre Tochter auf, in den Augen der Zeitgenossen, für eine Frau angemessenere Beschäftigungen konzentriert hätte. Dank des Beharrens ihrer Tante Mai Smith gaben die Eltern jedoch schließlich nach und stellten einen Tutor für ihre Studien ein. Briefe aus dieser Zeit belegen, dass Nightingale ihr Leben dennoch mehr und mehr als banal empfand. Die Familie lebte abwechselnd auf Lea Hurst und Embley Park, unterbrochen von längeren Besuchen bei Verwandten oder Aufenthalten in London während der Ballsaison. Die Hoffnung der Mutter, auf Embley Park auch Mitglieder des britischen Hochadels als Hausgäste zu empfangen, erfüllte sich nicht. Bei den Nightingales verkehrten aber eine Reihe angesehener britischer Politiker wie Charles Shaw-Lefevre und Lord Palmerston, der spätere Premierminister. Im Verlauf der Jahre waren auch Persönlichkeiten wie Leopold von Ranke, Charles Darwin, der Botaniker William Jackson Hooker, Lord Byrons Witwe Anne Isabella Noel-Byron und ihre Tochter Ada Lovelace auf Embley Park zu Gast.
Einen langanhaltenden Einfluss auf Nightingale hatte die Bekanntschaft mit dem preußischen Botschafter Christian von Bunsen, der sowohl in Rom als auch in London die Gründung von Krankenhäusern angeregt hatte. Bunsen führte sie in die Schriften von Arthur Schopenhauer und Friedrich Schleiermacher ein. Durch ihn angeregt, setzte sie sich mit David Friedrich Strauß’ aufsehenerregender Schrift Das Leben Jesu, kritisch bearbeitet auseinander. Bunsen selbst hatte vergleichende religionswissenschaftliche Studien betrieben, und seine Gedankenansätze prägten auch Nightingales deutlich später erschienene Schrift Suggestions for Thought.
Im Sommer 1844 wurde sich Nightingale sicher, dass sie ihr Leben der Krankenpflege widmen wollte. Ausschlaggebend für ihre Entscheidung war die Begegnung mit dem US-amerikanischen Arzt Samuel Gridley Howe und seiner Frau Julia, die während ihrer Hochzeitsreise zu Gast auf Embley Hall waren. Howe hatte in den Vereinigten Staaten die erste Blindenschule errichtet. An ihn richtete Florence Nightingale die Frage, ob er es für unpassend halte, wenn eine junge Frau wie sie sich in ähnlicher Form der Krankenpflege widme, wie dieses Ordensschwestern der pflegenden Kongregationen tun. Howe antwortete ihr:
„Meine liebe Miss Florence, es wäre ungewöhnlich und in England wird Ungewöhnliches gewöhnlich auch als unpassend empfunden. Ich möchte Ihnen aber raten, diesen Weg zu gehen, wenn Sie sich dazu berufen fühlen. Handeln Sie entsprechend Ihrer Eingebung und Sie werden herausfinden, dass nichts Unpassendes und Undamenhaftes daran sein wird, wenn Sie Ihre Pflicht zum Nutzen anderer tun…“

### 1845 bis 1846: Differenzen mit den Eltern
Im Sommer 1845 diskutierte Nightingale erstmals mit ihrer Familie über ihre Pläne, in der Krankenpflege aktiv zu werden. Nachdem sie Monate zuvor Zeugin geworden war, wie eine Kranke infolge der Unfähigkeit ihrer Pflegerin starb, war sie zu der Ansicht gelangt, dass sie zunächst einer Grundausbildung in der Krankenpflege bedürfe. Sie wollte deswegen zunächst im Krankenhaus von Salisbury ein dreimonatiges Praktikum absolvieren und dann ein kleines Haus erwerben, in dem sie gemeinsam in einer Art protestantischer Schwesternschaft mit Frauen ähnlicher Herkunft und Ausbildung leben und Kranke pflegen würde. Der Vorschlag traf in ihrer Familie auf strikte Ablehnung.

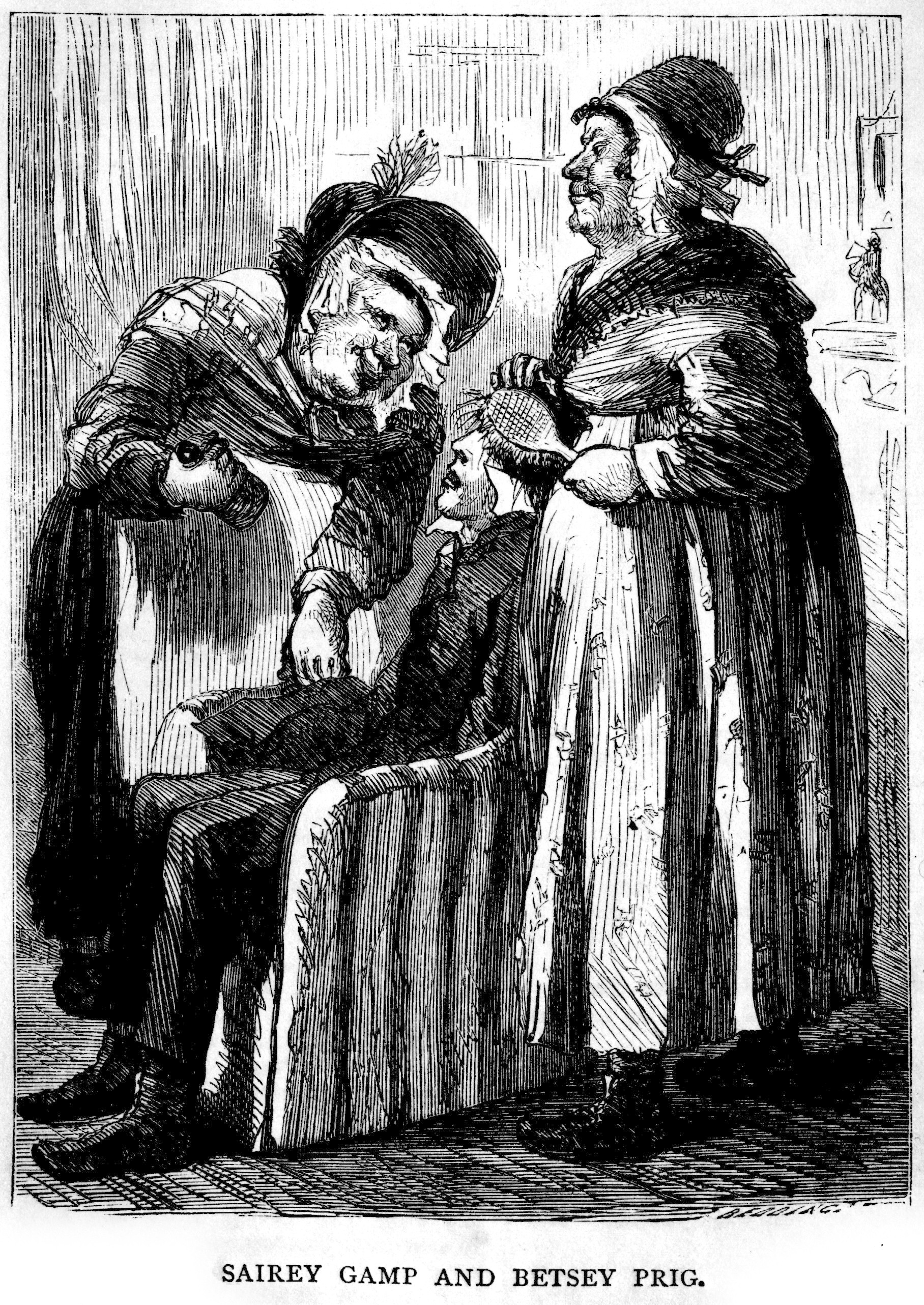
Illustration zu Dickens’ Martin Chuzzlewit (bei der Person links handelt es sich um die Krankenpflegerin Sairey Gamp)

Wer in Großbritannien in der Mitte des 19. Jahrhunderts erkrankte, wurde in der Regel zu Hause gepflegt. Britische Krankenhäuser waren zu Beginn des 19. Jahrhunderts noch Wohlfahrtseinrichtungen, in denen Bedürftige kostenlos gepflegt wurden, wenn sie einen Empfehlungsbrief von einem der Unterstützer der Einrichtung vorweisen konnten. Tuberkulose-, Pocken- oder Krebskranke fanden keine Aufnahme, und ebenso wenig wurde Geburtshilfe geleistet. Erst im Zuge der Industrialisierung und der damit einhergehenden Verstädterung der Bevölkerung gewannen Krankenhäuser in Großbritannien an Bedeutung für die allgemeine Gesundheitsfürsorge. Das von Christian von Bunsen initiierte German Hospital in London, das Nightingale im Juni 1846 besichtigte, ist entsprechend mit großer Sicherheit das erste Krankenhaus, das sie je betrat. Krankenhäuser im modernen Sinne entwickelten sich erst nach 1846, als die Verbreitung der modernen Anästhesie andere Formen von Eingriffen ermöglichte, aber auch eine organisierte und sorgfältige ganztägige Betreuung der behandelten Patienten verlangte.
Die strikte Ablehnung ihres Wunsches durch die Familie beruhte neben Nightingales anfälliger Gesundheit auf dem schlechten Ansehen des Krankenpflegeberufs. Bei den Pflegekräften, die in der ersten Hälfte des 19. Jahrhunderts in britischen Krankenhäusern arbeiteten, handelte es sich in der Regel um ehemalige Dienstboten oder um Witwen, die keine anderweitige Anstellung fanden und daher gezwungen waren, sich ihr Brot durch diese Arbeit zu verdienen. Nicht besser war das Ansehen der Krankenschwestern, die Kranke in deren Haus pflegten. Charles Dickens karikierte in seinem 1842 bis 1843 erschienenen Roman Martin Chuzzlewit in der Figur der Sairey Gamp eine solche Krankenschwester als inkompetent, nachlässig, alkoholabhängig und korrupt. Vorbild seiner Figur war die Schwester, die im Haushalt seiner Förderin und Freundin Angela Burdett-Coutts zeitweilig eine erkrankte Bedienstete versorgte.
Dickens’ Darstellung empfanden seine Leser als so treffend, dass sich für den zweifarbigen Regenschirm, den Sairey Gamp gewohnheitsmäßig mit sich herumträgt, der umgangssprachliche Begriff Gamp entwickelte. Tatsächlich verrichteten viele der Schwestern ihren Dienst alkoholisiert, und es war gängige Praxis, ihnen als Dank für ihre Dienste alkoholische Getränke oder Geld für ihren Kauf zu schenken. Der Ruf, dass insbesondere solche Schwestern, die während der Nacht arbeiteten, auch sexuelle Wünsche ihrer Patienten erfüllten, stellte den Beruf in die Nähe der Prostitution. Allerdings sollte nicht verkannt werden, dass die britische Gesellschaft dazu neigte, schnell zu diesen Mitteln der Diskreditierung zu greifen, insbesondere wenn es um die unteren Gesellschaftsschichten ging. Zudem sollten später durch die Herabwürdigung der Vergangenheit die Errungenschaften des Nightingale Nursings besonders herausgestellt werden.
Nightingale war nicht die Einzige, die für Frauen, die sich zur Krankenpflege berufen fühlten, ein Betätigungsfeld schaffen wollte. Im Rahmen der anglikanischen Oxfordbewegung waren zwei Schwesternschaften gegründet worden, die sich an tätigen Kongregationen der katholischen Kirche orientierten. Wegen der Nähe zur römisch-katholischen Kirche stießen diese Schwesternschaften aber in der britischen Öffentlichkeit auf weitgehende Ablehnung. Elizabeth Fry, die vor allem als Reformerin des Strafvollzugs in Erinnerung geblieben ist, gründete 1840 die Institution of Nursing Sisters. Ihre Schülerinnen kamen aus derselben Bevölkerungsschicht, der auch Dickens’ fiktive Sairey Gamp entstammte. Allerdings mussten sie wenigstens lesen und schreiben können, trugen Uniformen und durchliefen eine dreimonatige Ausbildung. Frys Schwestern widmeten sich vor allem der kostenlosen Gesundheitsfürsorge für Arme und finanzierten sich durch private Krankenpflegedienste in wohlhabenderen Haushalten sowie gelegentliche Einsätze in Krankenhäusern. Fry starb bereits 1845, und es ist nicht wahrscheinlich, dass Nightingale ihr jemals begegnete.
Am 18. Januar 1846 unternahm Nightingale einen erneuten Versuch, die Erlaubnis ihrer Eltern zu erhalten, sich in der Krankenpflege fortzubilden. Sie wandte sich diesmal schriftlich an ihren Vater, weil sie sich nicht mehr in der Lage fühlte, dieses Thema ohne Emotionen direkt bei ihren Eltern anzusprechen. Auch diesmal traf sie auf Ablehnung.
Wie ihren Eltern zugesichert, äußerte sie ihren Wunsch nicht erneut. Sie las aber weiterhin Berichte über Krankenhäuser und öffentliches Gesundheitswesen. Als Reaktion auf die herrschende Wirtschaftskrise wurden in den 1840er Jahren eine Reihe von möglichen Sozialreformen diskutiert, die die Lebensbedingungen der unteren Schichten der britischen Bevölkerung verbessern sollten. Nightingale folgte diesen Diskussionen seit 1840 mit großem Interesse, und es gilt als sehr sicher, dass sie unter anderem Edwin Chadwicks Report on the Sanitary Conditions of the Labouring Class of Great Britain, der als Meilenstein des öffentlichen Gesundheitswesens gilt, kurz nach dem Erscheinen 1842 las.

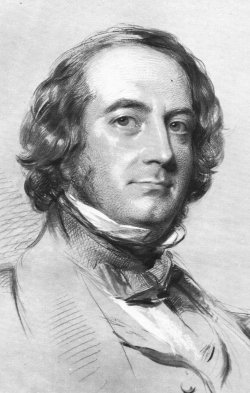
Richard Monckton Milnes, einer der Bewerber um Nightingales Hand

### 1846 bis 1850: Gescheiterte Heiratspläne
Inzwischen war Richard Monckton Milnes häufiger bei der Familie Nightingale zu Gast, der die gutaussehende, elegante und höfliche Florence Nightingale offensichtlich als Lebenspartnerin in Erwägung zog. Der Philanthrop, Literat und Politiker entsprach dem Bild, das insbesondere Fanny Nightingale von einem geeigneten Schwiegersohn hatte, und Florence schätzte Milnes’ Humor und sein Engagement während der großen Hungersnot in Irland. Vor einer Entscheidung für oder wider Richard Milnes begleitete sie das Ehepaar Bracebridge, das mit der Familie befreundet war, auf einer mehrmonatigen Reise nach Rom. Das Ehepaar ließ Nightingale größere Freiheiten, als sie von ihrem Elternhaus gewohnt war, was sie dazu nutzte, verschiedene römische Krankenhäuser zu besichtigen.
Nach ihrer Rückkehr nach Großbritannien lehnte Nightingale Milnes’ Heiratsantrag ab. Die Einzelheiten des Gesprächs zwischen Milnes und Nightingale sind nicht bekannt. Es ist möglich, dass sie den Antrag keineswegs eindeutig abschlägig beschied, von Milnes aber missverstanden wurde. Dies würde erklären, warum Nightingale während der nächsten zwei Jahre in ihren Tagebüchern immer wieder die Vor- und Nachteile einer Heirat mit Milnes abwog, und damit erst im Juni 1851 aufhörte, als Milnes sich mit Annabel Crewe verlobte.

### 1850 bis 1852: Ausbildung in Kaiserswerth und Paris
Das Ehepaar Bracebridge brach gegen Ende des Jahres 1849 zu einer Reise nach Ägypten und Griechenland auf, und Nightingales Eltern gestatteten ihrer Tochter, das Ehepaar ein weiteres Mal zu begleiten. Nightingale führte zwei Tagebücher während dieser Reise: eines, das offensichtlich dafür bestimmt war, auch von ihren Familienmitgliedern gelesen zu werden, und ein zweites, in dem sie ihre wachsende Verzweiflung über ihr sinnentleertes Leben niederschrieb. Auch während dieser Reise besuchte sie eine Reihe von Krankenhäusern, darunter das Hôtel-Dieu de Paris, das als eines der weltweit besten Krankenhäuser galt. Der Weg von Griechenland zurück nach Großbritannien sollte über Deutschland führen. Selina Bracebridge, die Nightingales Pläne unterstützte, änderte den Reiseweg so, dass ihre Begleiterin zwei Wochen in der Kaiserswerther Diakonie hospitieren konnte. Die Änderung erfolgte so kurzfristig, dass es nicht mehr möglich war, dafür die Zustimmung von Nightingales Eltern einzuholen.
Mit der Arbeit der Kaiserswerther Diakonissen war Nightingale vertraut, da Christian von Bunsen ihr seit 1846 die Jahrbücher dieser Einrichtung zusandte. Die von Theodor Fliedner gegründete Institution war in der Gefangenenfürsorge, der Erziehung und Bildung von Kindern sowie der Pflege von Kranken und Alten tätig. Ausgebildet wurden außerdem Diakonissen, die sich aus einer christlichen Berufung heraus dem Dienst am Menschen widmen wollten und in Kaiserswerth eine Ausbildung als Krankenpflegerin, Gemeindeschwester, Erzieherin oder Lehrerin erhielten. Diakonissen legten kein dem katholischen Ordensleben vergleichbares Gelübde ab und konnten ihren Dienst jederzeit verlassen, wenn sie heiraten oder zu ihren Eltern zurückkehren wollten.
In einem Brief an ihren Vater beschrieb Nightingale die Kaiserswerther Diakonie als „ärmlich und hässlich“ und merkte auch an, dass die Sauberkeit teilweise zu wünschen übrig lasse. Sie hielt aber auch fest, dass die Diakonie in allen wesentlichen Punkten ein Modell für Großbritannien sei. Beeindruckt war sie von der wöchentlichen Vorlesung, die Fliedner für die Schwestern abhielt, und von den strikten Regeln, die ein schickliches Betragen der Schwestern sicherstellen sollten. Auf den Stationen für Männer versorgten männliche Pfleger unter Leitung einer der Diakonissen die Patienten, und den Schwestern war es streng untersagt, nach 20 Uhr die Stationen für Männer zu betreten. Sie beschrieb die Arbeitsweise der Kaiserswerther Diakonie in ihrer ersten Veröffentlichung, die 1851 anonym unter dem Titel The Institution of Kaiserswerth on the Rhine, for the Practical Training of Deaconesses erschien.
Seitdem Nightingale 1845 ihre Familie erstmals mit ihrem Wunsch konfrontiert hatte, ihr Leben der Krankenpflege zu widmen, hatte es in Großbritannien eine Reihe von Reforminitiativen gegeben, die das Ziel hatten, Ausbildung und Ansehen von Krankenschwestern zu verbessern. Diese Veränderung griff auch Selina Bracebridge in Briefen auf, in denen sie Nightingales Wunsch unterstützte:

„Die Meinung der Welt […] hat sich stark geändert … Junge Frauen von einem Ansehen ähnlich wie Flo tun nun Dinge, die zuvor unerhört waren … Auf sie wird nicht länger herabgesehen, weil sie ihr Leben Krankenhäusern oder Patienten widmen.“

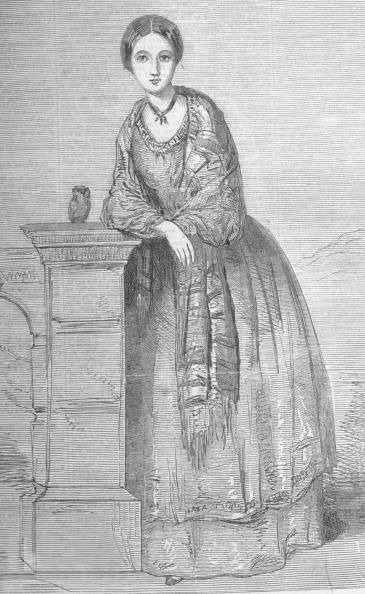
Florence Nightingale im Jahre 1850, links neben ihr der als Haustier gehaltene Steinkauz Athena, den sie in Athen gekauft hatte. Zeichnung von Parthenope Nightingale.

Im Frühjahr 1851 wurde der kränkelnden Parthenope Nightingale eine Kur verordnet. Während Fanny und Parthenope sich in Karlsbad aufhielten, durfte Florence mit Zustimmung ihrer Eltern drei Monate in Kaiserswerth verbringen. Allerdings legten die Eltern großen Wert darauf, dass die Hospitanz der Tochter auch engen Bekannten der Familie gegenüber geheim gehalten würde. Ausschlaggebend für ihre Zustimmung war gewesen, dass Florence Nightingale nach der Rückkehr von ihrer Reise durch Ägypten und Griechenland in so tiefe Depressionen verfallen war, dass ihre Eltern begannen, um ihr Leben zu fürchten.
Nightingale erlernte in den drei Monaten in Kaiserswerth die Versorgung von Wunden und die Herstellung von Medikamenten, begleitete Sterbende und assistierte bei Operationen. Sie kehrte nach Großbritannien mit der Zuversicht zurück, dass es ihr gelingen werde, ihre Lebenspläne zu verwirklichen. Gegen Ende des Jahres 1852 gaben ihre Eltern schließlich nach. Sie sei immer gegen die Idee gewesen, schrieb Fanny ihrer Schwägerin Mai Smith, aber allmählich sehe sie ein, dass Florence weder glücklich werde noch zum Glück der Familie beitragen könne, setze sie ihr Leben in gewohnter Weise fort.
Nightingale durfte nach Paris zurückkehren, um dort die Arbeitsweise mehrerer Krankenhäuser zu studieren und bei den Vinzentinerinnen ihre Ausbildung in der praktischen Krankenpflege fortzusetzen. Sie brach diese aber im März 1853 ab, um ihre sterbende Großmutter zu pflegen.

### 1853 bis 1854: Leiterin eines Pflegeheims
Kurz vor ihrer Abreise nach Paris erhielt Nightingale ein Angebot, in London ein Pflegeheim zu leiten, das Institute for the Care of Sick Gentlewomen. Sie nahm das Angebot am 29. April, knapp einen Monat nach dem Tod ihrer Großmutter, an und begann am 12. Oktober 1853 mit der Arbeit, kurz bevor das Pflegeheim in ein größeres Bettenhaus in die Harley Street umzog.
Das 1850 gegründete Heim sollte gemäß seinen Gründungsstatuten Frauen aus guter Familie aufnehmen, die sich wegen eines zu geringen Einkommens keine private Pflege während einer langwierigen Erkrankung leisten konnten. Bei den meisten Patientinnen handelte es sich um Gouvernanten – einer der wenigen respektablen Berufe, die eine Frau aus einer der höheren Schichten ergreifen konnte. Das Haus stand aber auch den verarmten weiblichen Angehörigen von Pfarrern, Kaufleuten oder Offizieren offen. Nightingale erhielt kein Gehalt; sie lebte von den fünfhundert Pfund, die der Vater ihr als jährliche Rente zahlte. Damals verdiente eine Krankenschwester jährlich etwa 20 Pfund, eine Gouvernante bei freier Kost und Logis häufig lediglich 10 Pfund.
Viele Freunde und Bekannte der Familie Nightingale waren über die eher banale Aufgabe erstaunt, die die jüngere Tochter nach einem so langen Kampf und intensiver Vorbereitung übernahm. Das Pflegeheim mit seinen 27 Betten, das zu Beginn von Nightingales Leitung in ein Haus in der Harley Street umzog, erlaubte ihr aber, einige der Praktiken aus den von ihr besuchten Krankenhäusern anzuwenden. Der Ruf, den sich das Pflegeheim unter ihrer Leitung erwarb, führte dazu, dass sie bereits 1854 als Leiterin der Schwestern im King’s College Hospital im Gespräch war. Dieses Ausbildungskrankenhaus des King’s College lag in einem der dicht besiedelten Elendsviertel Londons, und die Vorstellung, dass sie in diesem Krankenhaus und mit den dortigen Schwestern arbeiten würde, löste die bekannten Vorbehalte ihrer Familie aus.
Das Verwaltungskomitee des Pflegeheims reagierte dagegen mit Verständnis auf ihr Schreiben, in dem sie mitteilte, dass sie zum Ende des Jahres 1854 die Leitung aufgeben werde. Es beurlaubte sie auch während der schweren Cholera-Epidemie Ende August 1854 von ihrer Arbeit, so dass sie im Middlesex Hospital Cholerakranke betreuen konnte.

### 1854 bis 1855: Einsatz im Krimkrieg

#### Militärischer Hintergrund
Der Krimkrieg brach 1853 aus. Kriegsteilnehmer waren auf der einen Seite das Russische Kaiserreich, auf der anderen Seite das Osmanische Reich, Frankreich, Großbritannien und ab 1855 auch Sardinien. Der Krimkrieg war der erste moderne Stellungskrieg. Er forderte zahlreiche Opfer, woran Seuchen und Krankheiten sowie eine unsachgemäße Versorgung von Verletzten großen Anteil hatten.

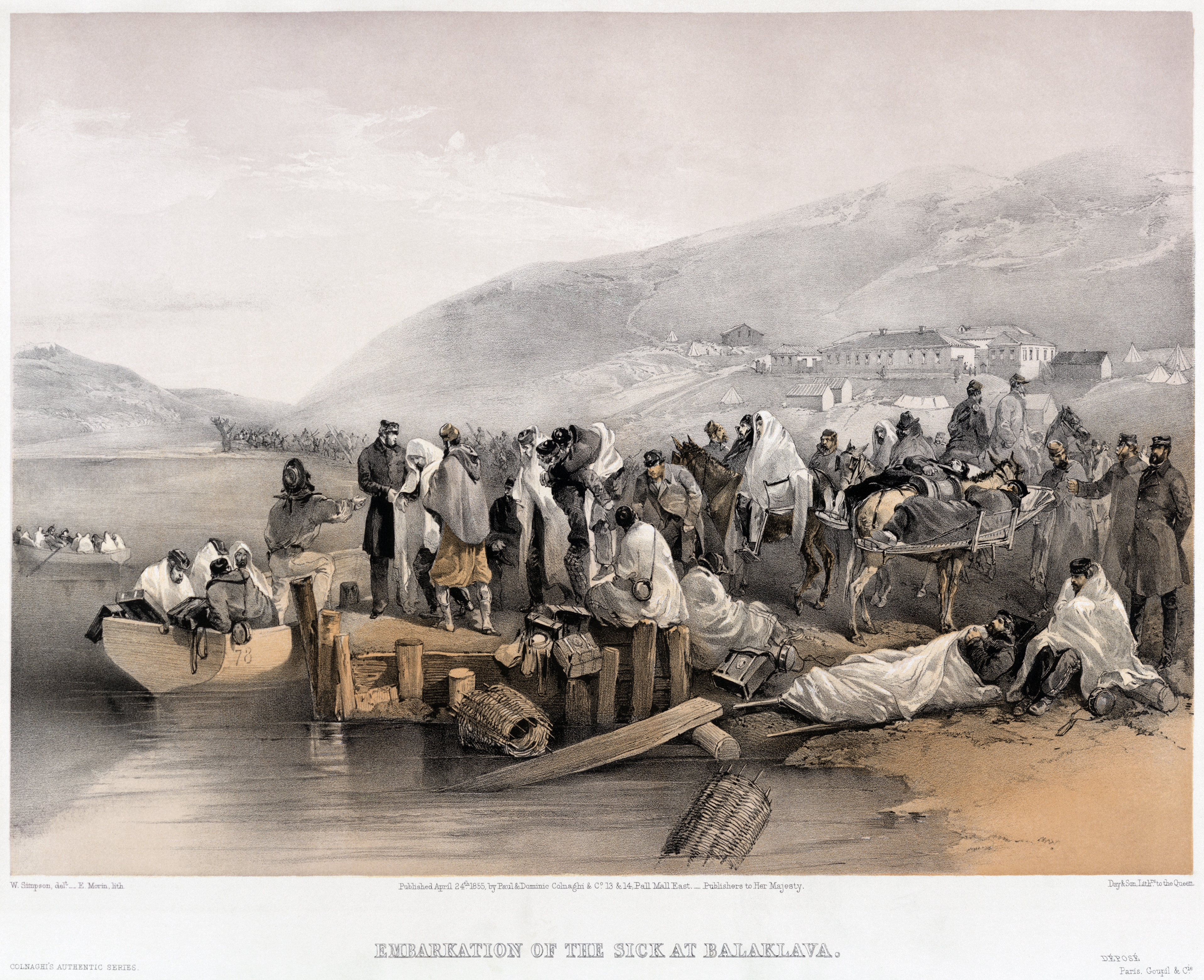
Verwundete warten auf ihren Abtransport in Balaklava (Lithografie von William Simpson)

Die ersten Truppen verließen Großbritannien zu Beginn des Jahres 1854. Bereits im Juni 1854 kam es aufgrund der klimatischen und sanitären Bedingungen im osmanischen (heute bulgarischen) Hafen Warna, wo 60.000 britische und französische Soldaten auf ihren Einsatz warteten, zu zahlreichen Krankheitsfällen. Die Empfehlungen der von Andrew Smith zuvor entsandten Kommission des Royal Army Medical Department zur Einrichtung von Lazaretten und sanitären Anlagen wurden von der Armeeführung weitgehend ignoriert. In der Folge erkrankten mehr als zwanzig Prozent der britischen Soldaten an Cholera, Dysenterie und anderen Durchfallerkrankungen. Mehr als tausend britische Soldaten starben, bevor ihre Einheiten in Kriegshandlungen verwickelt waren.
Britische Truppen waren in der Schlacht an der Alma am 20. September 1854 zwar siegreich, aber auch hier zeigten sich die Folgen von schlechter Führung, fehlerhafter Vorbereitung und logistischer Inkompetenz. Anders als bei den französischen Truppen fehlten Tragen und Wagen, um die Verwundeten vom Schlachtfeld abzutransportieren. Verwundete und Kranke warteten hier Tage oder Wochen auf die Schiffe, die sie nach Scutari – dem heutigen Üsküdar, einem Stadtteil Istanbuls auf der asiatischen Seite – bringen sollten, wo das zentrale Militärkrankenhaus für das Kriegsgebiet am Schwarzen Meer eingerichtet wurde. Die Überfahrt von der Krim an den Bosporus dauerte je nach Schiffstyp und Wetterbedingungen zwischen zwei Tagen und einer Woche. Die Überlebenden erwartete dann ein schlecht organisierter Transport in das auf einem Hügel oberhalb des Hafens liegende zentrale Militärkrankenhaus.
Die Versorgung der Kranken und Verletzten war vermutlich nicht schlechter als während der Schlacht bei Waterloo im Juni 1815, der letzten großen Schlacht, an der die britische Armee beteiligt war. Erstmals gab es jedoch Kriegsberichterstatter, die mittels Telegrafie die britische Öffentlichkeit ohne größere Zeitverzögerung über die Vorkommnisse auf der Krim informierten. Drastische Berichte der Times-Korrespondenten William Howard Russell und Thomas Chenery über die mangelhafte Versorgung machten das britische Volk fassungslos. Chenery konfrontierte seine Leserschaft auch mit der Frage, wieso die französische Armee mit Hilfe von Nonnen eine Versorgung ihrer Verwundeten und Kranken organisieren konnte, während die britische Armee eine vergleichbar gute Betreuung nicht zu leisten vermochte.

#### Reisevorbereitungen

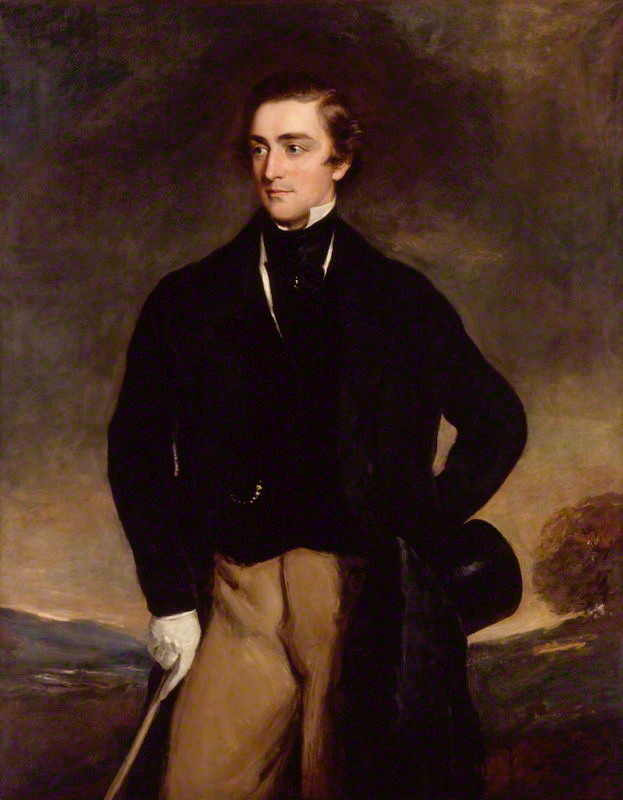
Sidney Herbert, der als Staatssekretär des britischen Kriegsministeriums Nightingale offiziell beauftragte, eine Gruppe von Pflegerinnen zu leiten.

Als Reaktion auf Chenerys Berichte hatte Nightingale zunächst eine private Hilfsaktion geplant und sich dafür entsprechende Empfehlungsschreiben des Innenministers Lord Palmerston, des Außenministers Lord Clarendon und von Andrew Smith, dem Generaldirektor des Royal Army Medical Departments, besorgt. Zu Nightingales engsten Freunden gehörte das Ehepaar Herbert, das sie 1850 in Rom kennengelernt hatte. Sidney Herbert bekleidete 1854 das Amt eines Staatssekretärs im britischen Kriegsministerium und war damit eine der geeignetsten Personen, sie in ihrer geplanten Mission zu unterstützen. Ihr Brief, in dem sie um seine Unterstützung warb, überkreuzte sich mit einem offiziellen Schreiben Herberts an sie, in dem er sie als Staatssekretär bat, die Leitung einer Gruppe von Krankenschwestern zu übernehmen, die im Auftrag der Regierung nach Scutari reisen sollte. Herbert betonte in seinem Brief den experimentellen Charakter, den dieses Unternehmen haben würde. Bevor die britische Armee in Richtung Schwarzes Meer aufgebrochen war, war der Einsatz von Schwestern diskutiert, aber von der Armeeführung nahezu einhellig abgelehnt worden.
Nightingale plante ursprünglich, nur zwanzig Schwestern mitzunehmen, da sie daran zweifelte, eine größere Zahl qualifizierter Frauen zu finden, und Schwierigkeiten voraussah, eine größere Gruppe zu leiten. Schließlich einigte sie sich mit Herbert auf vierzig. Tatsächlich erwies es sich nicht als einfach, eine entsprechende Zahl geeigneter Frauen zu finden. Die von Elizabeth Fry gegründete Institution of Nursing Sisters weigerte sich, Schwestern abzustellen, weil sie unter Nightingales Leitung arbeiten sollten. Entgegenkommender reagierten die katholischen Kongregationen, nicht zuletzt, weil es sich bei mindestens einem Drittel der auf der Krim kämpfenden Soldaten um irische Katholiken handelte und weil Teile der katholischen Kirchenleitung hofften, dadurch der in der britischen Öffentlichkeit verbreiteten antikatholischen Stimmung zu begegnen. Vierzehn geeignete Kandidatinnen fanden sich unter den ehrenamtlichen Helferinnen, die während der letzten Cholera-Epidemie unter Leitung der Philanthropin Felicia Skene Erkrankte gepflegt hatten, und unter den Schwesternschaften der anglikanischen Oxford-Bewegung. Bei vierzehn weiteren Schwestern, die mit Nightingale reisen sollten, handelte es sich um jene schlecht angesehenen Pflegerinnen, die in Großbritannien typischerweise in Krankenhäusern arbeiteten. Sie sollten im Militärkrankenhaus von Scutari die einfacheren Arbeiten übernehmen, während den Nonnen und den freiwilligen Helferinnen die direkte Betreuung der Kranken übertragen werden sollte. Leserbriefe, die in diesen Wochen in der Times erschienen, belegen Zweifel in weiten Teilen der britischen Öffentlichkeit, ob insbesondere die „Lady“-Schwestern in Nightingales Gruppe fähig seien, die brutalen Realitäten eines Militärlazaretts oder auch nur die Rauheit oder Profanität eines einfachen Soldaten zu ertragen.

#### Ankunft in Scutari

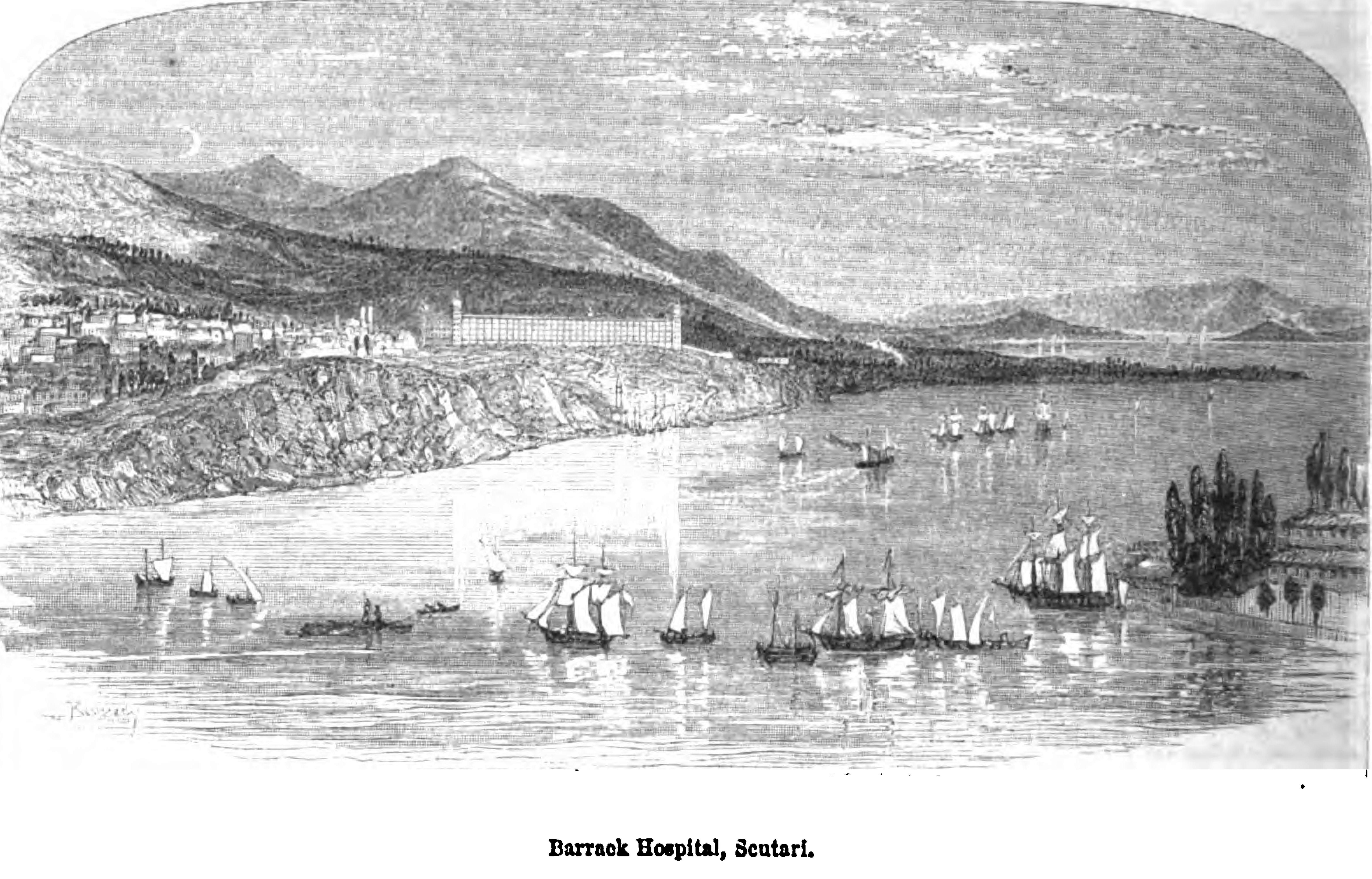
Das Militärkrankenhaus oberhalb des Hafens in Scutari

Nightingale brach am 21. Oktober 1854 mit einem Teil der Schwestern nach Scutari auf. Selina und Charles Bracebridge folgten am nächsten Tag mit den übrigen. In der Gruppe kam es bereits während der Überfahrt zu Reibereien, da sich insbesondere die Nonnen an den Umgangsformen und den Trinkgewohnheiten der aus den Krankenhäusern rekrutierten Schwestern störten.
Die Zustände, die Nightingale in Scutari vorfand, waren tatsächlich katastrophal. Die Verwundeten und Kranken lagen in schlecht belüfteten, ungeheizten und rattenverseuchten Stationen und Korridoren. Die Böden waren verdreckt, die sanitären Einrichtungen unzureichend, auf zahlreichen Stationen standen wegen der vielen Durchfall-Erkrankten zusätzlich einfache Holzeimer, die unerträglich stanken. Viele der Erkrankten trugen seit Wochen dieselbe Kleidung, litten unter Flöhen und Läusen, waren seit ihrer Verletzung oder Erkrankung nicht gewaschen worden und hatten nicht einmal eine einfache Strohmatratze. Es fehlte an Kissen, Decken, Tellern, Besen, Besteck, Scheren, Handtüchern, Tabletts oder Waschbassins und Verbandszeug.
Schon während des Krimkrieges befasste sich eine Untersuchungskommission mit der Frage, wie es zu diesen Zuständen gekommen war: Die zu Anfang des 19. Jahrhunderts errichtete Selimiye-Kaserne, welche die osmanische Regierung den Briten als zentrales Militärkrankenhaus zur Verfügung gestellt hatte, war mit ihrer kläglichen Wasserversorgung baulich dafür ungeeignet. Ursache der schlechten Versorgung war eine ausufernde Beschaffungsbürokratie. Während für die Regimentslazarette die jeweiligen Regimenter mit ihren kürzeren Entscheidungswegen verantwortlich waren, unterstand die Versorgung dieses ersten zentralen Militärkrankenhauses der britischen Armee einer Abteilung des Finanz- und nicht des Kriegsministeriums. Nicht weniger als acht Abteilungen von Londoner Ministerien bearbeiteten einen einzelnen Beschaffungsvorgang. Dies führte zu der absurden Situation, dass London beispielsweise den Ankauf von Hemden für Soldaten, die ohne Marschgepäck direkt von den Schlachtfeldern eingeliefert worden waren, ablehnte – mit dem Hinweis, dass dies eine unbegründete Anschaffung wäre.
Dank einer Spendenaktion der Londoner Times standen Nightingale ausreichend Mittel zur Verfügung, über die sie unbürokratisch entscheiden konnte. Eine ihrer ersten Maßnahmen war der Einkauf von Tausenden von Hemden, Trinkbechern und Socken. In ähnlicher Weise konnte sie den offiziellen Vertrag der Armee für das Waschen des Bettzeugs, der Verbände und Kleidung ignorieren und vor Ort eine funktionierende Wäscherei aufbauen. Geschick bewies sie im Umgang mit den in Scutari arbeitenden Militärärzten. Bei ihrer ersten Begegnung am 4. November mit dem leitenden Arzt Duncan Menzies erklärte sie, dass weder sie noch eine ihrer Schwestern eine der Stationen betreten oder einen Patienten versorgen werde, sofern sie nicht von dem für die Station verantwortlichen Arzt dafür angefordert werde.
Grundsätzlich waren die jüngeren Ärzte unter der Belegschaft eher geneigt, mit ihr zusammenzuarbeiten. Dabei spielte auch eine Rolle, dass die ihr zur Verfügung stehenden Mittel dringend benötigte Anschaffungen ermöglichten und ihre weitreichenden Verbindungen in London Hoffnung auf die Einleitung notwendiger Veränderungen machten. Bei einigen Ärzten stand sie wegen ihrer engen Verbindungen zu Sidney Herbert allerdings unter dem Verdacht, im Auftrag der Regierung die Lage vor Ort auszuspionieren.
Aufgrund von Nightingales Taktik waren die Schwestern während ihrer ersten Tage in Scutari weitgehend darauf beschränkt, Bandagen anzufertigen und die ihnen zugänglichen Teile des Krankenhauses zu reinigen. Das änderte sich am 8. November 1854, als die ersten Verwundeten der Schlacht bei Inkerman eintrafen und absehbar war, dass Hunderte weitere Verletzte zu erwarten waren. In Absprache mit den Ärzten wurden 28 Schwestern auf die Stationen des zentralen Krankenhauses und weitere 10 auf ein benachbartes Krankenhaus eine halbe Meile weiter nördlich verteilt (Nightingales Leben spielte sich zwischen dem Selimiye-Hauptquartier und dem Haydarpaşa-Krankenhaus ab).

#### Organisatorische Leistung

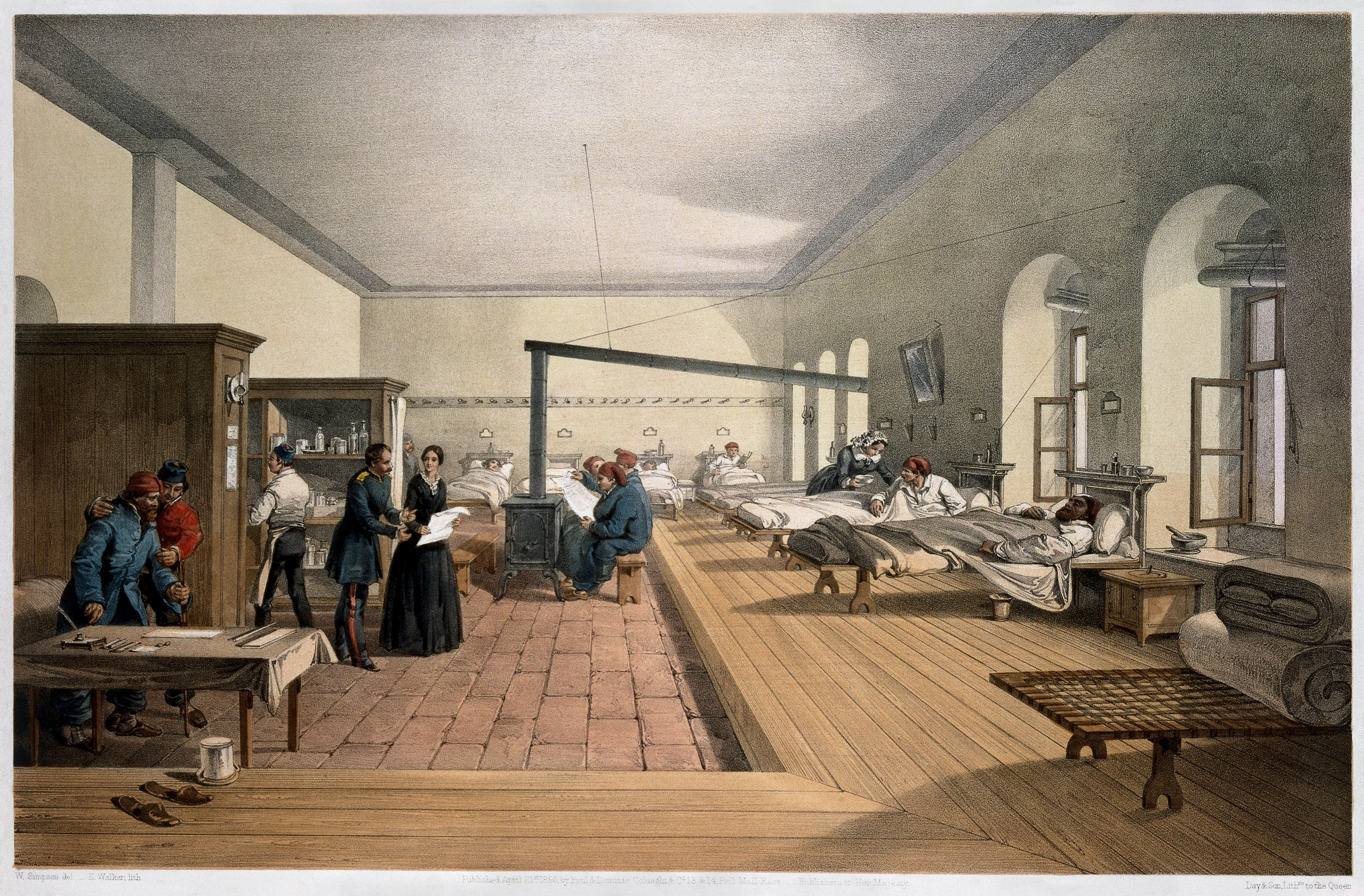
William Simpson: Das Militärlazarett in Scutari nach Nightingales Reformen

In der Schlacht von Inkerman hatten etwa 8.000 britische Soldaten über drei Stunden ihre Stellung gegen einen Angriff von 35.000 russischen Soldaten verteidigt. Erst dann zwang der Angriff französischer Zuaven und Fremdenlegionäre die russischen Truppen zum Rückzug. 480 britische Soldaten starben während dieser Schlacht, weitere 1.859 wurden verletzt. Die verletzten Soldaten, die ab dem 8. November zu Hunderten in Scutari anlandeten, wiesen überwiegend schwere Schussverletzungen auf, und bei vielen waren die Wunden bereits mit Maden infestiert. Keine der Pflegerinnen hatte bis zu diesem Zeitpunkt eine Situation erlebt, in der sie mit so massiven Verletzungen und einer so großen Zahl an sterbenden Patienten konfrontiert war. „Ich erwarte zwei weitere Tote zu finden, wenn ich meine Morgenrunde gehe; es wären dann elf von 30 [Patienten] in den letzten zwei Tagen …“, schrieb eine der Schwestern nach Hause.
Nightingale schätzte, dass von den 38 Pflegekräften, die sie nach Scutari begleitet hatten, nur zwischen zehn und sechzehn für die Aufgabe geeignet waren. In der Sorge, dass ihr Experiment scheitern könnte, durfte laut Anweisung Nightingales keine von ihnen nach 20:30 Uhr eine der Stationen betreten. Die Schwestern, die in Londoner Krankenhäusern rekrutiert worden waren, mussten ihre Arbeit unter Aufsicht einer der Nonnen verrichten. Das Gelände des Krankenhauses durften sie nur zu dritt oder unter Aufsicht verlassen, die Annahme von Geschenken war ihnen genauso untersagt wie jegliche Verbrüderung mit den Soldaten. Sowohl von den ursprünglichen als auch den später rekrutierten ehrenamtlichen und hauptberuflichen Schwestern schickte Nightingale in den kommenden Monaten mehrere wegen Trunkenheit, Inkompetenz und Ungehorsam wieder nach Großbritannien zurück. Ihre strenge Führung, die der Historiker Bostridge mit dem Selbstverständnis vergleicht, mit dem eine Frau ihrer gesellschaftlichen Stellung Dienstboten befehligte, sorgte unter den Schwestern zum Teil für erhebliche Unzufriedenheit.
Zwar wohnte Nightingale anfangs Operationen bei, aber überwiegend war sie mit der Organisation eines grundlegenden Krankenhausbetriebes befasst: Sie beschaffte eine ausreichende Menge an Bettgestellen und Bettzeug, ließ einen bis dahin unbenutzbaren Flügel des Krankenhauses renovieren und alle Betten durchnummerieren, richtete auf den geräumigen Treppenaufgängen für jede Etage Behandlungsräume ein, veranlasste, dass alle Stationen geheizt wurden und ausreichend Zinkwannen zum Waschen der Patienten vorhanden waren, organisierte zwei Küchen, in denen spezielle Krankenkost zubereitet wurde, ordnete den Einkauf von Gemüse an und ließ, um den verbreiteten Skorbuterscheinungen entgegenzuwirken, eingekochten Zitronensaft ausgeben.
Peter Benson Maxwell, eines der Mitglieder der Untersuchungskommission, die in Herberts Auftrag die Versorgung der Verwundeten überprüfte, schrieb in einem Brief über Nightingale angesichts dieser Organisationsleistung, dass sie in sich die Zartheit und Güte ihres Geschlechtes mit der kühlen Klarheit eines Mathematikers vereine und, angetrieben von ihrem Ziel, vor keinem Hindernis zurückschrecke. Lord William Paulet, der Oberkommandant in der Region, in der sich das Militärkrankenhaus befand, erwog zu Beginn des Jahres 1855 ernsthaft, alle Beschaffungsvorgänge an Nightingale zu übertragen. Nightingale hat für sich nie in Anspruch genommen, die Mortalitätsrate in Scutari wesentlich gesenkt zu haben. Dieser Rückgang trat zwar im Frühjahr 1855 ein, ist aber mit Sicherheit auf die geringere Belegungsrate und auf einen besseren gesundheitlichen Zustand der Neuzugänge zurückzuführen. In ihren privaten Briefen an das Ehepaar Herbert beanspruchte Nightingale allerdings, in ihren ersten vier Monaten ein funktionsfähiges Krankenhaus sichergestellt zu haben. Bostridge hält diesen Anspruch, den sie niemals öffentlich äußerte, auch aus heutiger Sicht für gerechtfertigt.

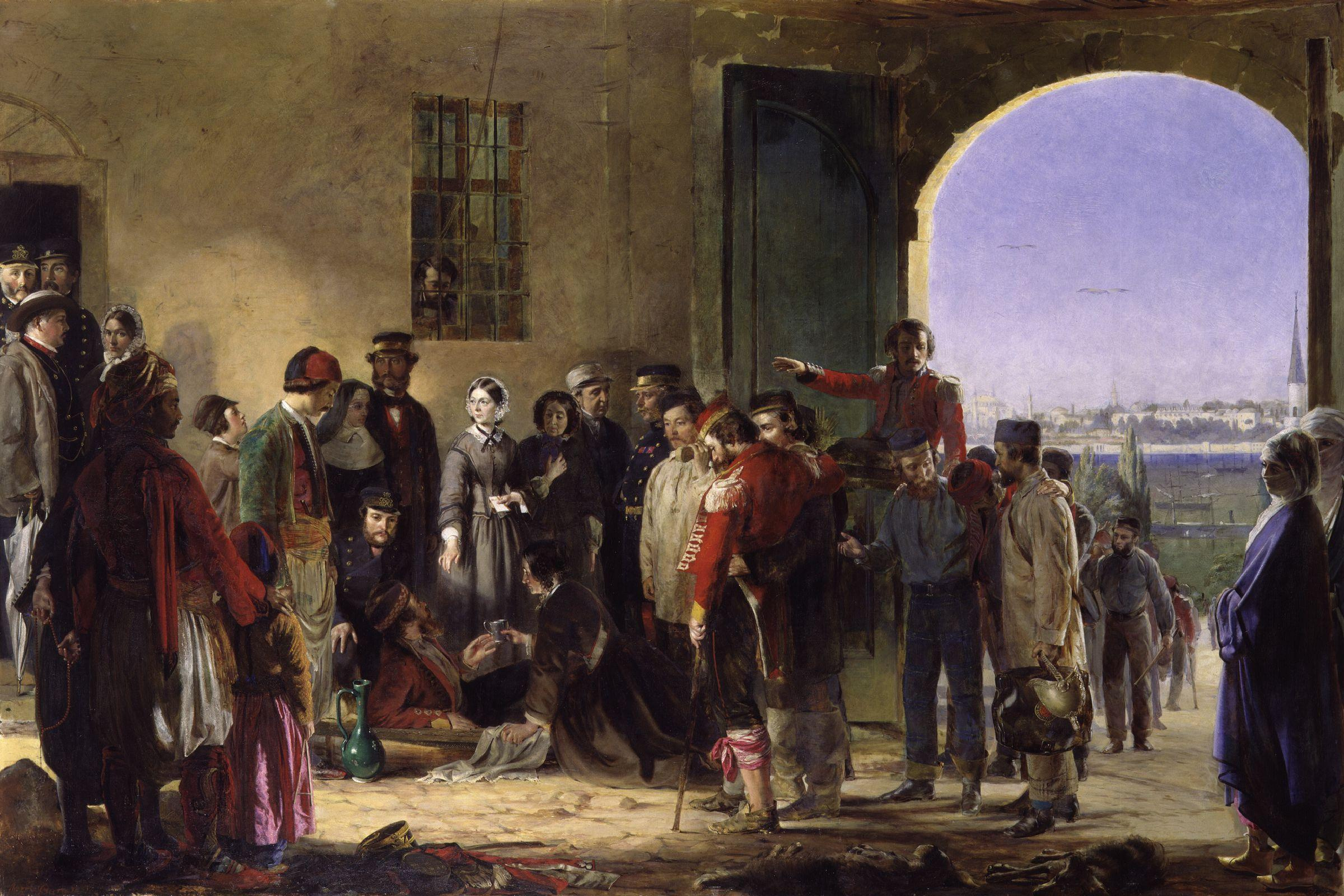
Jerry Barrett: Mission der Barmherzigkeit: Florence Nightingale empfängt die Verwundeten in Scutari, 1857, Öl auf Leinwand, National Portrait Gallery, London (links außen Alexis Soyer mit weißem Schirm)

Im Sommer und Herbst 1855 war das Krankenhaus in Scutari zu einem großen Teil mit leichteren Krankheitsfällen und Rekonvaleszenten belegt. Während Nightingale sich noch von der schweren Erkrankung erholte, die sie sich im Frühsommer 1855 während eines Besuches der Lazarette auf der Krim zugezogen hatte, ließ sie für die Soldaten Leseräume im Krankenhaus sowie in der Nähe ein Café einrichten, und organisierte Vortragsreihen, Musikabende und Theateraufführungen. Ihre Schwester Parthenope organisierte in Großbritannien dafür Schreibmaterial, Unterhaltungsspiele, Fußbälle, Bücher, Musiknoten und Ähnliches.
Trotz der Versicherung des Kriegsministers Lord Panmure, dass kein britischer Soldat einen Teil seines Soldes abgeben würde, setzte Nightingale erfolgreich die Arbeit von Reverend Sidney Godolphin Osborne fort: Jeden Samstagnachmittag konnten Soldaten einen Teil ihres Soldes bei ihr einzahlen; das Geld wurde ihren Familien in Großbritannien ausgezahlt. Alle diese Maßnahmen wurden wegen ihres Erfolgs auch in anderen Lazaretten eingeführt, ab Januar 1856 boten mehrere Regierungsbüros in Scutari und Balaklawa den Soldaten die Möglichkeit, Geld zu transferieren. Erhalten sind auch zahlreiche Beileidsschreiben Nightingales an die Hinterbliebenen verstorbener Soldaten. Bostridge vertritt die Ansicht, dass sich mit Nightingale das erste Mal während eines Krieges mit britischer Beteiligung jemand mit einer offiziellen Funktion mit soviel Aufmerksamkeit und Mitgefühl an die hinterbliebenen Angehörigen wendete. Er zitiert als Beispiel einen Brief Nightingales an die Mutter eines an Ruhr verstorbenen Soldaten, in dem Nightingale der Mutter schrieb, dass ihr Sohn viel von ihr gesprochen habe, dass es ihm wichtig gewesen sei, dass sie erfahre, dass ihm noch Sold zustehe, und dass er schließlich friedlich ohne großes Leiden gestorben sei.
Die Ärzte, die in Scutari arbeiteten, urteilten unterschiedlich über den Beitrag der Schwestern bei der Versorgung der Patienten: Nach Ansicht von Arthur Taylor verrichteten sie viele sinnvolle Arbeiten, sie seien häufig aber auch im Weg gewesen. Nach Meinung des Arztes Greig hätte es angesichts der großen Zahl an Patienten einer deutlich größeren Zahl solcher Schwestern bedurft. Tatsächlich steht außer Frage, dass angesichts von 4.000 verletzten und kranken Soldaten, die allein zwischen dem 17. Dezember 1854 und dem 3. Januar 1855 in Scutari aufgenommen wurden, die Zahl der Schwestern zu gering war und der größte Teil der pflegerischen Arbeit von den Ordonnanzen erledigt wurde. Kaplan John Sabin verwies allerdings auf den positiven Einfluss, den die Schwestern auf die Moral der Patienten hatten.
Viele empfanden die Behandlung durch die Schwestern als sanfter und tröstender als jene durch die Ordonnanzen, denen man außerdem nachsagte, sie würden ihre Patienten bestehlen. Im Fieberdelirium verwechselten viele der Soldaten die Schwestern mit ihren weiblichen Verwandten zu Hause: „Sie strecken ihre Hand aus & sagen Schwester & Mutter“, beschrieb Charles Bracebridge ihr Sterben. Der Besuch einer der Schwestern sei „wie der Besuch eines Engels“, umschrieb es einer der Soldaten. Dieser Eindruck schlug sich auch in den Briefen der Soldaten an ihre Familien in Großbritannien nieder und prägte wesentlich die öffentliche Meinung über den Einsatz von Nightingales Schwestern, da diese Briefe teilweise auch in der britischen Presse veröffentlicht wurden.

#### Konflikte bei der Pflegedienstleitung

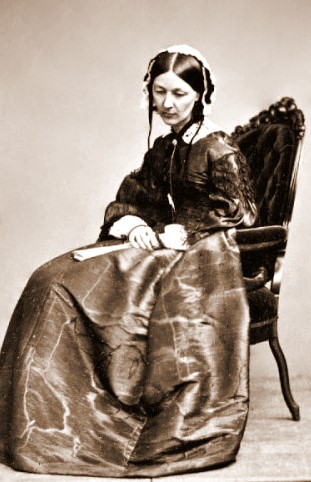
Florence Nightingale (ca. 1854)

Weil er eine Anmerkung in einem Brief als Bitte um mehr Schwestern missverstand, entsandte Herbert am 2. Dezember 1854 eine zweite Gruppe von Schwestern, bestehend aus 15 irischen Nonnen, 24 in Krankenhäusern rekrutierten und 9 ehrenamtlichen Helferinnen, nach Scutari. Geleitet wurde diese Gruppe von Mary Stanley. Nightingale, die erst drei Tage vor der Ankunft der neuen Schwestern davon erfuhr, sah sich darin in ihrer Autorität bedroht, warf Herbert Wortbruch vor, bot ihm ihren Rücktritt an und lehnte zunächst eine Aufnahme ab. Erschwert wurde eine mögliche Zusammenarbeit mit den neuen Schwestern durch die Weigerung der Oberin Frances Bridgeman, sich und ihre Nonnen so bedingungslos der Leitung Nightingales zu unterstellen, wie dies die Oberin der Bermondsey-Nonnen getan hatte.
Im Januar 1855 ging ein Teil dieser neuen Schwestern nach Balaklawa, wo sich die militärische Situation mittlerweile so stabilisiert hatte, dass dort Krankenhäuser errichtet werden konnten. Dort waren sie Nightingales Leitung entzogen, da sich ihr Regierungsauftrag nur auf Schwestern bezog, die in britischen Militärkrankenhäusern in der Türkei arbeiteten. Die anderen Schwestern unterstützten zwei Krankenhäuser in Kuleli, fünf Meilen nördlich von Scutari, wobei sich die Gruppe in Nonnen einerseits und Krankenschwestern sowie ehrenamtliche Helferinnen andererseits aufteilte. Die irischen Nonnen erwiesen sich als erfahrene und gute Krankenschwestern. In der anderen Gruppe, die zunächst von Mary Stanley geleitet wurde, kam es aufgrund der Unterschiede zwischen den Schwestern zu Problemen, die Nightingale auch nicht eindämmen konnte, als Stanley im April 1855 krank nach Großbritannien zurückkehrte.
Nightingale ließ sich am 20. April 1855 ausdrücklich von der Leitung der Schwestern in Kuleli entbinden, insbesondere weil sie den ehrenamtlichen Helferinnen dort ein unprofessionelles Vorgehen unterstellte. Bostridge verweist jedoch darauf, dass sich zumindest anhand der Sterblichkeitsrate kein Unterschied zwischen den Krankenhäusern in Kuleli und in Scutari feststellen lässt. Die Erfahrungen wiederholten sich auch in den kommenden Monaten: Nightingale war zwar offiziell Leiterin aller in der Türkei arbeitenden britischen Schwestern, war jedoch aufgrund der Entfernungen zwischen den einzelnen Krankenhäusern nicht in der Lage, diesen Führungsanspruch wahrzunehmen. Von den rund 229 Schwestern, die während des Krimkrieges von Großbritannien entsandt wurden, arbeitete nur ein kleiner Teil unter Nightingales Leitung.
Im Gegensatz zu Robert Rieder, der von der Armee aus und über die Armee Pflegeberufe im Osmanischen Reich etabliert hatte, hat ihr Wirken in der Türkei berufspolitisch dort keine bleibenden Spuren hinterlassen.
Zu den entschiedensten Gegnern Nightingales zählten David Fitzgerald, dem offiziell alle Beschaffungsvorgänge für die britischen Lazarette unterstanden, und John Hall, der leitende Militärarzt. Letzterer stellte Anfang 1856 die Leistungen der von Nightingale geleiteten Schwestern in einem offiziellen Bericht in Abrede. Der Bericht enthielt zahlreiche Fehler, und Nightingale erwog, sich an das Unterhaus zu wenden, um sich gegen die Unterstellungen zu wehren. Auf Herberts Anraten sah sie davon jedoch letztlich ab. Innerhalb des Kriegsministeriums fand sie einen Fürsprecher in John Henry Lefroy, der Neid und Eifersucht für zwei Motive des Berichts hielt und dem Kriegsminister Lord Pemburne riet, an Nightingale festzuhalten. Im Generalbefehl vom 16. März 1856 wurde sie in ihrer Funktion bestätigt. Sie ist die erste Frau, die in einem britischen Generalbefehl Erwähnung fand.

#### Wahrnehmung in der Öffentlichkeit
Im Oktober 1854, nachdem Nightingale offiziell die Leitung der britischen Schwestern übertragen worden war, waren in britischen Zeitungen und Journalen Berichte über sie erschienen, die die Historikerin Helen Rappaport als hagiografisch bezeichnet und die Mark Bostridge einen für die Öffentlichkeit akzeptablen Gegenentwurf zum „Engel im Haus“, dem von dem Literaten Coventry Patmore geschaffenen Bild einer perfekten Ehefrau und Mutter, nennt.

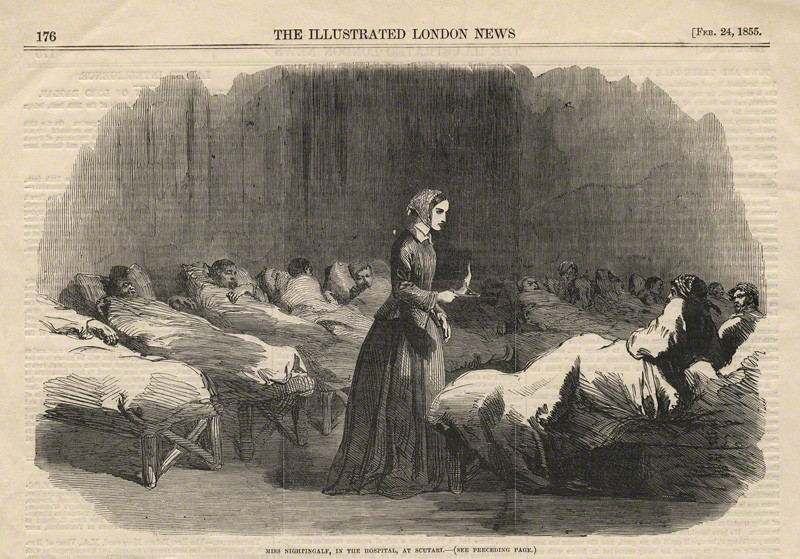
Illustration der Illustrated London News vom 24. Februar 1855

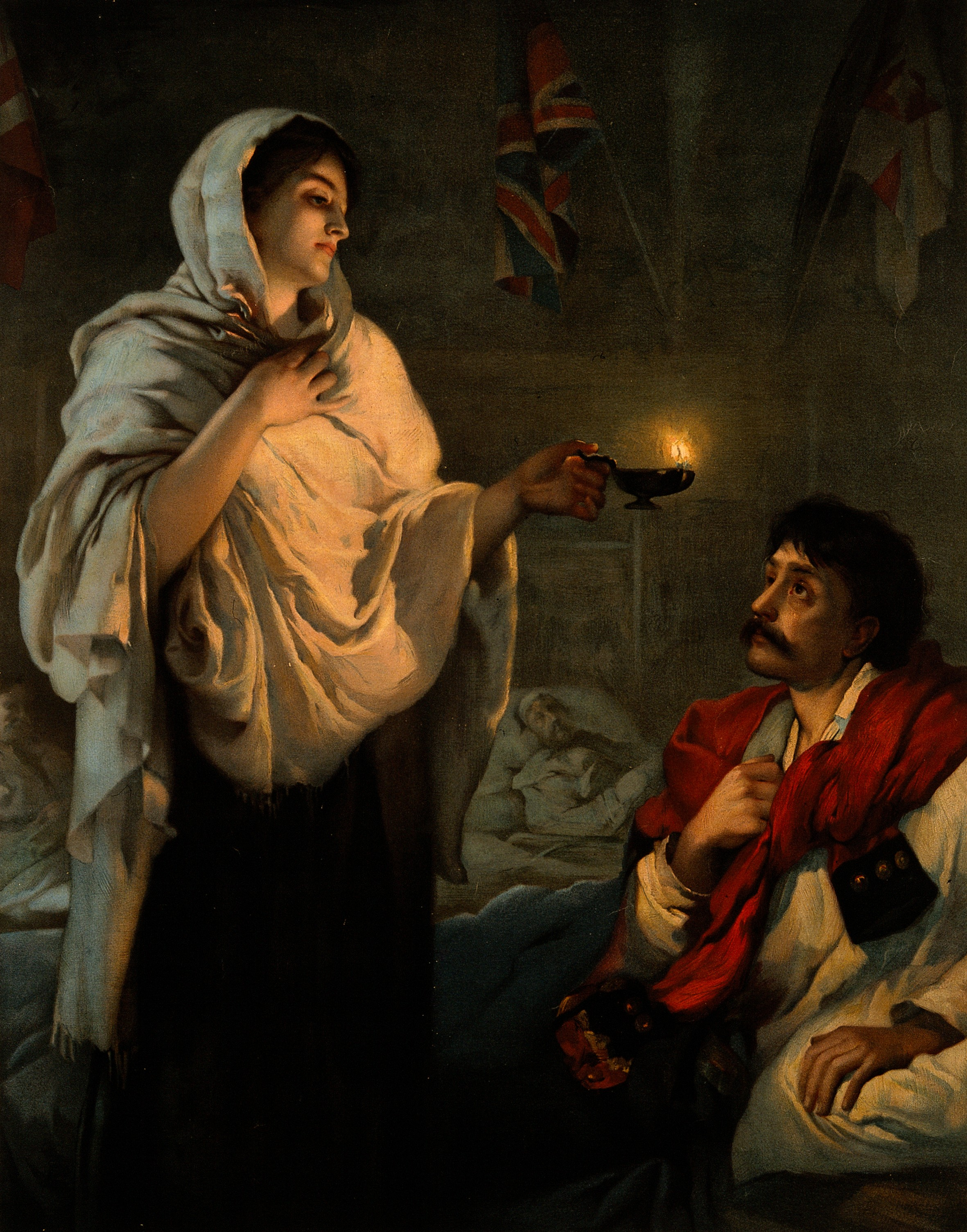
The Lady with the Lamp. Farblithographie von Henrietta Rae

Am 24. Februar 1855 erschien in den Illustrated London News eine Darstellung Nightingales, wie sie während der Nacht mit einer Lampe in der Hand ihre Patienten auf den Stationen besucht. Diese Einzelheit ihres Wirkens, die in den folgenden Wochen und Monaten bildlich und sprachlich immer wieder aufgegriffen wurde, entwickelte sich zu einem Teil ihres persönlichen Mythos und wurde zur Metapher für ein Ideal christlicher Weiblichkeit, das sie in den Augen der Öffentlichkeit repräsentierte. Die wenigen kritischen oder spöttischen Äußerungen, die unter anderem im Satiremagazin Punch erschienen, verhallten weitgehend ohne Resonanz: Nightingale erreichte im Verlauf des Jahres 1855 in Großbritannien eine Bekanntheit, die nur von Königin Victoria übertroffen wurde.
Im August 1855 gab es Pläne, sich bei Nightingale für ihren Einsatz auf der Krim mit einer Sammlung zu bedanken, die es ihr nach ihrer Rückkehr erlauben würde, eine Krankenpflegeschule ins Leben zu rufen. Nightingale reagierte höflich, aber wenig enthusiastisch. Auf die Bitte, einen ersten Entwurf für den Bau einer solchen Schule niederzuschreiben, antwortete sie in einem Brief vom 27. September 1855: „Es scheint Leute zu geben, die meinen, ich habe nichts anderes im Moment zu tun, als Pläne zu machen.“ Selina Bracebridge gegenüber äußerte sie, dass sie noch möglicherweise über Jahre Erfahrungen sammeln wolle, bevor sie eine solche Aufgabe übernehme.
Die Sammlung für den Nightingale Fund gilt als erster britischer Spendenaufruf, der sich an alle Schichten der Bevölkerung wandte. Unterstützt wurde er von einer Reihe bekannter Persönlichkeiten, unter anderem gab die Sopranistin Jenny Lind ein Benefizkonzert. General William John Codrington regte an, dass Armeeangehörige einen Tagessold spenden sollten, und fast ein Viertel der 44.039 Pfund, die zusammenkamen, stammte von Angehörigen der britischen Armee. Der größte Teil der Spenden kam von Angehörigen der Mittel- und Oberschicht.

### 1856 bis 1880er: Reformjahre

#### Gesundheitliches und Lebensart
Nightingale war seit ihrer lebensbedrohlichen Erkrankung im Mai 1855 gesundheitlich angegriffen. Sie verließ Scutari trotzdem erst gegen Ende Juli 1856, fast vier Monate nach Abschluss des Friedensvertrages zwischen den am Krimkrieg beteiligten Ländern. In der dritten Augustwoche 1857 erlitt sie einen schweren gesundheitlichen Zusammenbruch. Ihr Arzt diagnostizierte Herzvergrößerung und Neurasthenie. Woran sie tatsächlich litt, lässt sich heute nicht mehr eindeutig feststellen.
In der Literatur wird eine Bandbreite an Krankheiten diskutiert, die von Krim-Kongo-Fieber, Bleivergiftung und Syphilis bis zu einer rein psychosomatischen Reaktion auf ihre Arbeitsbelastung und ihr schwieriges Verhältnis zu ihrer Mutter und Schwester reicht. Der Wissenschaftler David Young hat 1995 in der medizinischen Fachzeitschrift British Medical Journal überzeugend argumentiert, dass Nightingale mit großer Wahrscheinlichkeit an einer besonders schweren Form chronischer Brucellose litt. Dies würde schlüssig die Vielzahl an Krankheitssymptomen erklären, die sie bis zum Ende ihres Lebens aufwies: unregelmäßiger Herzschlag, Tachykardie, immer wieder auftretendes Fieber, Schlaflosigkeit, Depressionen und Übelkeit. Andere Medizinhistoriker gehen davon aus, dass sie in Folge der Brucellose an Myalgische Enzephalomyelitis/Chronisches Fatigue-Syndrom (kurz ME/CFS) litt. Deshalb wird der internationale ME/CFS Tag an ihrem Geburtstag, dem 12. Mai begangen.
Ab Herbst 1857 führte Nightingale das Leben einer Invaliden, die öffentlich nicht mehr in Erscheinung trat und zeitweilig so krank war, dass sie selbst für ihre Reformen wesentliche Persönlichkeiten wie den Premierminister William Ewart Gladstone, General Charles George Gordon, den Philanthropen William Rathbone und die niederländische Königin oder enge Freunde wie Mary Anne Clarke nicht empfangen konnte. Ab Dezember 1861 litt sie an Spondylitis, Kurzatmigkeit und Muskelkrämpfen. Ihr gesundheitlicher Zustand verbesserte sich erst etwas zu Beginn der 1880er-Jahre, so dass sie wieder in der Lage war, längere Strecken zu Fuß zurückzulegen.
Nightingale lebte die ersten Jahre nach ihrer Rückkehr von der Krim in einer Suite des Hotels Burlington im Londoner West End, danach in schneller Folge in mehreren in London angemieteten Häusern. 1865 erwarb ihr Vater für sie ein Haus in der Londoner South Street, das sie bis zu ihrem Lebensende bewohnte. Zu ihrem Haushalt gehörten in der Regel eine Köchin, ein Küchen- und zwei Hausmädchen sowie eine Zofe. In ihren privaten Briefen finden auch ihre zahlreichen Katzen Erwähnung, die sie in der South Street hielt.

#### Arbeitsweise und Öffentlichkeitswirkung

Polar-Area-Diagramm, mit dessen Hilfe Nightingale die Todesursachen während des Krimkrieges darstellt:
blau: an Infektionskrankheiten Verstorbene
rot: an Verwundungen Verstorbene
schwarz: andere Todesursachen

Nightingales Erkrankung hatte wesentlichen Einfluss auf ihre Arbeitsweise. Außerstande, sich gegebenenfalls selbst ein Bild von der Situation in einer Kaserne, einem Kranken- oder Armenhaus zu machen, konzentrierte sie sich darauf, Daten zu sammeln, diese aufzubereiten und zu analysieren, um dann daraus Schlüsse abzuleiten. Ein wesentliches Arbeitsmittel waren für sie Fragebögen, daneben griff sie auf bereits vorhandene Daten zurück. Dazu zählten die als Blaubücher bezeichneten offiziellen Regierungsberichte ebenso wie Stellungnahmen britischer Behörden. Ihre Materialsammlung war so umfangreich, dass sie die mehrfachen Umzüge Anfang der 1860er Jahre erheblich erschwerte.
Nightingale stand mit vielen Menschen in brieflichem Kontakt. In den vier Jahrzehnten, in denen sie sich überwiegend mit Reformen in Indien befasste, gehörten dazu indische Generalgouverneure, Mitglieder des indischen Nationalkongresses und Offiziere der in Indien stationierten Truppen bis hin zu Angehörigen der indischen Mittelschicht. Nightingale verfügte darüber hinaus über vielfältige Beziehungen zu britischen Politikern und Intellektuellen. Premierminister Lord Palmerston war ein Freund ihrer Familie, Premierminister Gladstone zählte zu ihren Bewunderern, Sidney und Elizabeth Herbert, Benjamin Jowett, Arthur Hugh Clough und Harriet Martineau zu ihrem engsten Freundeskreis.
Zu den Personen, mit denen sie zum Teil über Jahrzehnte eng zusammenarbeitete, gehören zahlreiche Experten wie beispielsweise der Epidemiologe William Farr, der Mediziner John Sutherland oder der Ingenieur Arthur Cotton. Diese waren ähnlich wie sie davon getrieben, dass sie dringenden Handlungsbedarf sahen. Gleichzeitig bot ihnen die Zusammenarbeit mit ihr die Möglichkeit, einen Einfluss auszuüben, der weit über ihre übliche Sphäre hinausging. Arthur Cotton beispielsweise, der mit seinen sehr weitgehenden Forderungen zum Ausbau von Kanälen Schwierigkeiten hatte, in der Öffentlichkeit Gehör zu finden, nutzte Veröffentlichungen von Nightingale, um einem breiteren Publikum seine Ideen vorzustellen.
Ihre Popularität insbesondere in den ersten Jahren nach dem Krimkrieg nutzte Nightingale regelmäßig, um Druck auf Politiker auszuüben. Häufig zitiert wird ihre Drohung gegenüber dem Kriegsministerium, ihren Geheimbericht zu ihren Erfahrungen während des Krimkriegs zu veröffentlichen, sollte sich die Einberufung der Untersuchungskommission weiter verzögern. Die Zahl von Nightingales Veröffentlichungen ist sehr groß. Kennzeichnend für viele ihrer Berichte ist die visuelle Aufbereitung statistischen Materials, die es auch mathematisch weniger Kundigen ermöglichte, ihre Schlüsse nachzuvollziehen. Ihr Schreibstil war prägnant und gelegentlich auch sarkastisch. Sie fand eine große Leserschaft, weil sie nach ihrem Einsatz im Krimkrieg als maßgebliche Autorität in Fragen der Gesundheitsfürsorge galt.
Als Frau war sie niemals offizielles Mitglied einer von der Regierung einberufenen Untersuchungskommission. Aufgrund ihres Einflusses waren diese aber zum Teil mit Personen besetzt, die ihr und ihren Reformideen nahestanden. So wurde die Untersuchungskommission zum Sanitätswesen beispielsweise von Sidney Herbert geleitet, und John Sutherland war eines der Mitglieder. Während der Arbeit dieser Kommission wurde ihre Suite im Londoner „Hotel Burlington“ scherzhaft als little war office („kleines Kriegsministerium“) bezeichnet, weil sie dort einzelne Mitglieder morgens und nachmittags zur Beratung empfing. Wesentlicher Antrieb für ihre engagierte Unterstützung war ihre Überzeugung, dass sie aufgrund ihrer Erkrankung nicht mehr lange leben werde.

#### Reform des britischen Sanitätswesens

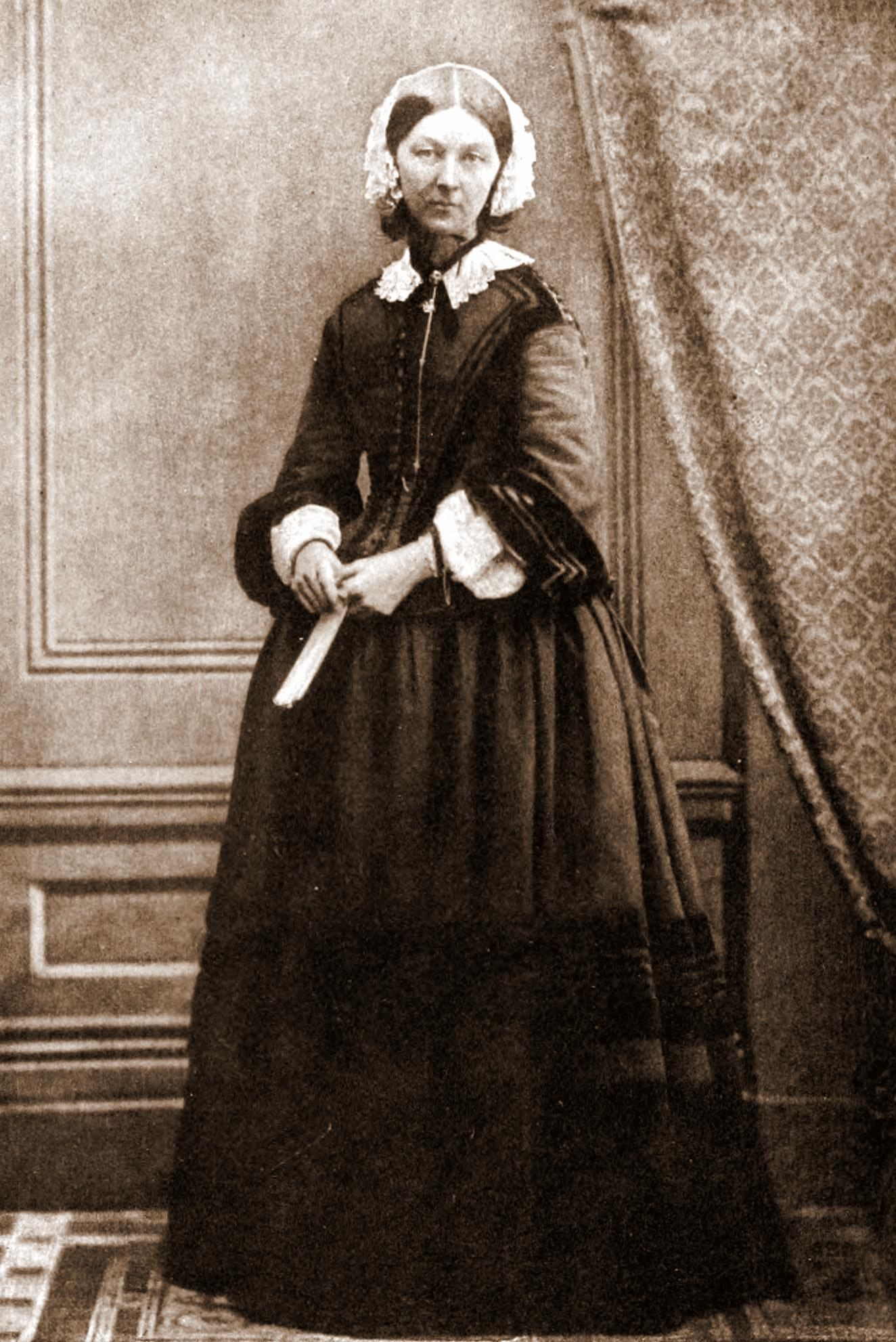
Florence Nightingale (ca. 1858)

Nightingales Rückkehr von ihrem Einsatz im Krimkrieg verlief, wie von ihr gewünscht, von der Öffentlichkeit unbemerkt. Am 23. August 1856 lud James Clark, der Leibarzt von Königin Victoria, sie ein, im September in seinem Haus in der Nähe des Schlosses Balmoral für einige Tage zu Gast zu sein. Die Einladung erfolgte auf Wunsch der Königin, die so Nightingale informell treffen konnte. In ihrem Tagebuch hielt die Königin über das erste Zusammentreffen fest, sie hätte eine „kalte, steife und reservierte Person“ erwartet und sei von Nightingales verbindlichem und damenhaftem Auftreten angenehm überrascht gewesen. Als konstitutionelle Monarchin konnte Victoria keine Reformen des britischen Sanitätswesens veranlassen, auf ihren Wunsch verlängerte Nightingale jedoch ihren Aufenthalt in Schottland, um in Balmoral Kriegsminister Lord Panmure zu treffen.
Anders als Nightingale erwartet hatte, teilte Panmure nicht nur ihre Ansicht, dass durch eine Untersuchungskommission notwendige Reformschritte eingeleitet werden müssten. Er beauftragte sie zusätzlich damit, ihre Empfehlungen in einem Geheimbericht der Regierung zu unterbreiten und die Pläne für das Netley Hospital, das erste zentrale Militärkrankenhaus auf britischen Boden, zu kommentieren.
Die Analysen, die Nightingale für ihren Regierungsbericht vornahm, belegten gravierende Probleme bei der militärischen Gesundheitsfürsorge: Obwohl britische Soldaten normalerweise zwischen 20 und 35 Jahre alt waren und damit einer Altersgruppe mit geringer Sterblichkeitsrate angehörten, wiesen sie in Friedenszeiten eine fast doppelt so hohe Sterblichkeitsrate als Zivilisten auf. In ihrem Bericht an die britische Regierung fand Nightingale dafür deutliche Worte. Wenn jährlich von 1000 Zivilisten 11 sterben würden, aber 17, 19 und 20 von 1000 Soldaten der in England stationierten Linieninfanterie, Artillerie und Garde, dann sei das ähnlich kriminell wie jährlich 1.100 Mann auf die Salisbury Plain zu führen und dort zu erschießen.
Ihr Regierungsbericht begann mit einer faktenbasierten Beschreibung der Zustände in Scutari. Ausgehend davon leitete sie mit Hilfe statistischer Analysen die aus ihrer Sicht wesentlichen Schritte zur Verbesserung der Lebensbedingungen der einfachen britischen Soldaten ab: Neben vorbeugenden Hygienemaßnahmen betonte sie den Bedarf an zentralen Militärkrankenhäusern zusätzlich zu den Regimentslazaretten, forderte eine verbesserte Ausbildung und Beförderungsmöglichkeiten für Militärärzte, um qualifizierteres Personal zu gewinnen, empfahl die Ernennung von Sanitätsinspektoren, die direkt dem Kriegsministerium berichten sollten, und die Ausstattung von Militärkrankenhäusern und Baracken mit adäquaten sanitären Einrichtungen.
Die Untersuchungskommission zum Sanitätswesen begann im Februar 1858, ihre Ergebnisse zu publizieren. Sie führte zur Einführung eines statistischen Amtes innerhalb des Kriegsministeriums, der Gründung einer Ausbildungseinrichtung für Militärärzte, einer Überarbeitung der Regeln für Militärlazarette und einer Umstrukturierung des Royal Army Medical Departments. Zwischen 1858 und 1861 wurde jede britische Kaserne und jedes Militärkrankenhaus auf den Zustand der sanitären Anlagen, der Versorgung mit Trinkwasser und die Beseitigung von Abwässern untersucht und gegebenenfalls umgebaut.
Die Ernennung von Sidney Herbert zum britischen Kriegsminister 1859 vereinfachte die Umsetzung. Die Baumaßnahmen gingen jedoch nach seinem Tod 1861 wieder deutlich zurück, weil vor allem das Finanzministerium gegen die hohen Kosten protestierte. Erst gegen Ende der 1870er-Jahre führte der Ausbruch einer Typhusepidemie unter in Dublin stationierten Soldaten erneut zu einer Untersuchung der Lebensbedingungen britischer Soldaten und zur Einleitung weiterer Maßnahmen. Bereits in den 1860er Jahren war jedoch ein deutlicher Rückgang der Mortalitätsrate unter britischen Soldaten zu verzeichnen, gegen Ende des 19. Jahrhunderts lag sie deutlich unter jener der Zivilbevölkerung und betrug schließlich im letzten Lebensjahrzehnt Nightingales nur noch jährlich vier bis fünf Mann pro 1000 Soldaten.

#### Frühe Veröffentlichungen zu Krankenhausbau und Pflege
Den Bauplan des Netley-Hospitals, das 1863 eröffnet wurde, konnte Nightingale nicht mehr wesentlich beeinflussen. Auf ihre Empfehlung wurden aber wenigstens die Korridore des zentralen Militärkrankenhauses erweitert und mehr Fenster eingebaut. Ihre Notes on Hospitals (Anmerkungen zu Krankenhäusern), an denen sie parallel zu den Arbeiten für die Untersuchungskommission geschrieben hatte, erschienen in erster und zweiter Auflage 1859. Darin empfahl sie die Anlage von Krankenhäusern im Pavillonstil, wie er beispielsweise im Hôpital Lariboisière in Paris umgesetzt worden war. Das dortige Krankenhaus bestand aus einzeln stehenden Flügeln, die nur durch einen langen Gang miteinander verbunden waren. Unterstützung fand sie darin unter anderem bei George Godwin, einem der führenden britischen Architekten, der Nightingales Notes on Hospitals als essentielle Fachliteratur für Architekten bezeichnete.
Im Januar 1860 erschien auf Anregung von Edwin Chadwick ihr Krankenpflegebuch Notes on Nursing: What It is and What It is Not (Anmerkungen zur Krankenpflege: Was sie ist und was sie nicht ist), den sie für einen Personenkreis verfasste, der zu Hause Kranke zu versorgen hatte. John Sutherland las im Februar 1859 den ersten Entwurf und empfahl Nightingale ein einfacheres Englisch, da er vermutete, dass die meisten ihrer Leser zu den einfacheren Bevölkerungsschichten gehören würden. Die Notes on Nursing kennzeichnet daher ein knapper, epigrammatischer Stil mit Sätzen wie „Eine Pflegerin, die herumlärmt, ist das Grauen ihrer Patienten“. Das nur 76 Seiten umfassende Buch wurde in der britischen Presse mit viel Lob besprochen. Mehr als 15.000 Exemplare wurden in den ersten zwei Monaten verkauft, und ihr Krankenpflegebuch war während des gesamten Viktorianischen Zeitalters in Druck.
Im Jahr 1860 überarbeitete sie das Buch und veröffentlichte Fassungen, die sich an unterschiedliche Leserkreise richteten. Eine Fassung erhielt ergänzende Hinweise für professionelle Pflegerinnen, und 1861 erschien die Fassung Notes on Nursing for the Labouring Class (Anmerkungen zur Krankenpflege für die Arbeiterschicht), die sprachlich nochmals vereinfacht war und ein Kapitel an Mädchen richtete, die zu Hause ihre jüngeren Geschwister zu versorgen hatten. Französische, deutsche, dänische und schwedische Übersetzungen erschienen kurz nach der Veröffentlichung in Großbritannien. In den USA fanden die Notes on Nursing ebenfalls eine große Leserschaft. Während des Sezessionskriegs leisteten Frauen dort einen wesentlichen Beitrag in der Versorgung Verwundeter, und Bostridge bezeichnet die Verehrung, die Nightingale dort entgegengebracht wurde, als nahezu kulthaft.

#### „Nightingale School of Nursing“
Nightingale war sich gegen Ende der 1850er Jahre noch nicht sicher, welche Form von Pflegeausbildung die zweckmäßigste sei. Das war neben ihrer Erkrankung und ihrer Konzentration auf die Reform des britischen Sanitätswesens einer der Gründe, warum die Mittel des Nightingale Fund bis 1859 nicht angerührt worden waren. In der Öffentlichkeit mehrten sich die Stimmen, die dies kritisierten, so dass am 24. Juni 1860 die Nightingale School of Nursing mit 15 Pflegeschülerinnen in einem Alter zwischen 25 und 35 Jahren eröffnet wurde.

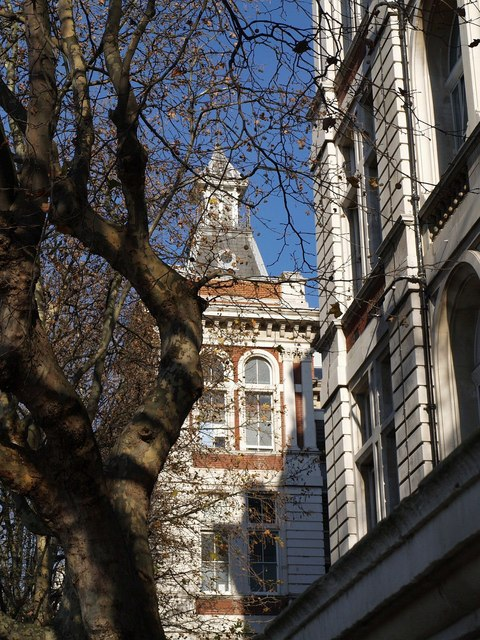
St Thomas’ Hospital, Reste des 1871 fertiggestellten Neubaus

Grundsätzlich sah das heute als Nightingalesches System bezeichnetes Ausbildungsmodell vor, dass die Ausbildung von Berufsanfängern durch erfahrene Pflegekräfte und nicht durch Ärzte erfolgen sollte. Eine umfangreiche theoretische Ausbildung mit anschließenden Examen hielt Nightingale für wenig zielführend, da aus ihrer Sicht Prüfungen nur ein Test des Erinnerungsvermögens waren und nichts über die Leistung einer Pflegerin auf der Station aussagten. Ihr Ausbildungsmodell legte einen Schwerpunkt auf Hygiene. Dabei spielte auch eine Rolle, dass Nightingale bis zu Beginn der 1870er Jahre eine Anhängerin der Miasmentheorie war. Sauberkeit, richtige Lüftung und angemessene Ernährung heilten ihrer Ansicht nach die meisten Krankheiten. Die Ausbildung war nicht konfessionell gebunden, die ausbildende Pflegeleiterin sollte aber auf die charakterliche Bildung und moralische Festigung der zukünftigen Pflegerinnen Wert legen.
Als Ausbildungskrankenhaus war das Londoner St Thomas’ Hospital gewählt worden, das kurz nach Eröffnung der Pflegeschule übergangsweise verlegt wurde, um an anderer Stelle neu errichtet zu werden. Mit dem Umzug stieg die Zahl der Schülerinnen auf 38, die vom Nightingale Fund unterschiedliche Gehälter erhielten. Neben den Ordinaries, die außer Kost, Logis und Dienstuniform zehn Pfund pro Jahr erhielten, gab es Free Specials, meist Töchter von Klerikern, die kein oder ein geringeres Gehalt erhielten, und Specials, die 30 oder 52 Pfund für die Ausbildung bezahlten. Schülerinnen verpflichteten sich für vier, später drei Jahre. Ein Jahr lang wurden sie im St Thomas’ Hospital ausgebildet, die restlichen Jahre arbeiteten sie in einem vom Nightingale Fund ausgewählten Krankenhaus.
Nach dem Umzug in den Neubau mussten Nightingale und der Verwaltungsrat des Nightingale Fund zunehmend feststellen, dass die Pflegeausbildung keineswegs Nightingales Vorstellungen entsprach. Sarah Wardroper, gleichzeitig Pflegeleiterin des St Thomas’ Hospital und Leiterin der Pflegeschule, war überfordert. Der Arzt Richard Whitfield, der vom Fonds seit 1860 für regelmäßige Vorlesungen bezahlt wurde, kam dieser Verpflichtung kaum noch nach. Von den 180 Frauen, deren Ausbildung zwischen 1860 und 1870 vom Nightingale Fund finanziert wurden, brachen 66 ihre Ausbildung vorzeitig ab. Mehr als die Hälfte davon wurde wegen Fehlverhaltens entlassen, fünf davon wegen Trunkenheit. Vier weitere Frauen starben während der Ausbildung. Eine große Zahl der Schülerinnen erwies sich als gesundheitlich nicht in der Lage, ihren Vertrag zu erfüllen.
Unter den erkrankten Pflegerinnen litten einige unter Syphilis, manche waren drogenabhängig; ein Hinweis darauf, dass Wardroper die Schülerinnen nicht mit der Sorgfalt auswählte, die Nightingale sich gewünscht hatte. Nach langwierigen Verhandlungen mit der Krankenhausleitung wurde anstelle von Richard Whitfield der Chirurg John Croft beauftragt, wöchentlich eine Vorlesung zu halten. Croft kam dieser Aufgabe bis 1894 nach, die von ihm entwickelte Vorlesungsreihe trug wesentlich zum langfristigen Erfolg der Nightingale Nursing School bei. Die Schülerinnen begannen an Autopsien teilzunehmen, und für Patienten der Chirurgie wurde ein Pflegestandard entwickelt, der den ausgebildeten Krankenpflegerinnen mehr Verantwortung übertrug. Auf Croft ist vermutlich auch zurückzuführen, dass Nightingale die Miasmatheorie als falsch erkannte und nunmehr der Infektionslehre folgte. In ihren Veröffentlichungen in den späten 1870er Jahren betonte sie zunehmend den Wert antiseptischer Maßnahmen.
Probleme bereitete der unterschiedliche Bildungsgrad der Schülerinnen. Insbesondere innerhalb der Gruppe der Ordinaries, die aus der Unterschicht stammten, waren viele nicht hinreichend des Schreibens kundig und nicht in der Lage, in den Vorlesungen mitzuschreiben. Daher erhielten sie zwei Nachmittage pro Woche zusätzlich Unterricht in Lesen und Schreiben. Die in einem Schwesternheim wohnenden Schülerinnen wurden dort zusätzlich von einer Home Sister betreut, die auch einen Teil der Ausbildung übernahm.
Nightingale begann, sich intensiver um die Schülerinnen zu kümmern. Die Verbesserungen im Ausbildungsstandard zeigten bald Erfolge. Zu Beginn der 1880er Jahre wurden Krankenpflegerinnen, die die Nightingale School of Nursing durchlaufen hatten, Pflegeleiterinnen einer Reihe großer Krankenhäuser in London und der Provinz. Sie etablierten dort Ausbildungsprogramme für Pflegekräfte, die dem der Nightingale School of Nursing glichen. Die öffentliche Aufmerksamkeit, die diese Ausbildungseinrichtung genoss, zwang andere britische Krankenhäuser, ebenfalls Lehrgänge einzurichten und auf eine bessere Ausbildung ihres Pflegepersonals zu achten.

#### Reform der Armenfürsorge

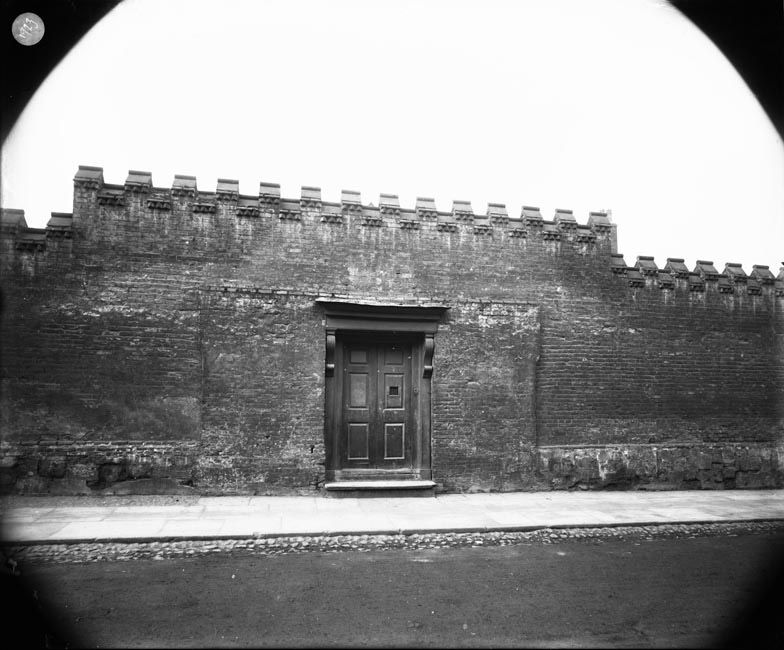
Eingang des Arbeitshauses in Bury St Edmunds, Suffolk (Aufnahme um 1870)

Eng verknüpft mit der gezielten Ausbildung von Pflegekräften ist Nightingales Beitrag zur Verbesserung der Armenpflege. Seit 1834 sahen die britischen Armengesetze zwingend vor, dass jede Person, die auf Unterstützung angewiesen war, in ein Arbeitshaus eingewiesen wurde. Die entwürdigenden, gefängnisähnlichen Lebensbedingungen der Insassen, die unter anderem Charles Dickens und Frances Trollope in ihren Romanen thematisierten, waren Anlass für eine Reihe von Initiativen, die Armenfürsorge zu verbessern.
So wandte sich im Januar 1864 der Philanthrop William Rathbone mit dem Angebot an Nightingale, eine Maßnahme zu finanzieren, die zur Verbesserung der Krankenpflege im Brownlow Hill Workhouse Infirmary in Liverpool beitragen würde. In diesem Spital wurden ausschließlich Arbeitshausinsassen behandelt. Betreut wurden sie dort von so genannten Pauper Nurses, noch arbeitsfähigen Insassen ohne Ausbildung in der Krankenpflege. Nightingale schlug Rathbone vor, für das Liverpooler Workhouse Infirmary die Kosten für eine Pflegeleiterin und zwölf erfahrene Pflegekräfte zu übernehmen. Als Pflegeleiterin wurde Agnes Jones ausgewählt. Diese entstammte wie Nightingale einer wohlhabenden Familie, hatte nach langem Widerstand ihrer Eltern zunächst in der Diakonie Kaiserswerth gearbeitet und dann im St Thomas’ Hospital das Ausbildungsprogramm zur Pflegekraft durchlaufen. Ihr Arbeitsbeginn in Liverpool fiel zeitlich mit einem Skandal zusammen, der die öffentliche Aufmerksamkeit auf die Versorgung verarmter Kranker lenkte: Der Tod des 28-jährigen Timothy Daly, eines Insassen des Holborn Workhouse in London, wurde allein dem Dreck zugeschrieben, in dem man ihn während seiner Erkrankung hatte liegen lassen. In Briefen an Jones verglich Nightingale die Situation, die Jones in Liverpool vorfand, mit der in Scutari und ermahnte sie, dass ihr Erfolg wegen dieser Aufmerksamkeit der Ausgangspunkt einer der weitreichendsten Reformen ihres Zeitalters sein könne. Der Bericht der Verwaltungskommission knapp zwei Jahre nach Beginn von Jones’ Arbeit fiel positiv aus. Jones starb allerdings im Februar 1868 an Typhus.
Parallel zu Jones’ Einsatz in Liverpool hatte Nightingale dem Kabinettsmitglied Charles Pelham Villiers, dem Vorsitzenden des Poor Law Board, gegen Ende des Jahres 1864 einen Einsatz weiterer ausgebildeter Pflegekräfte angeboten, die in Londoner Armenhäusern die Erkrankten versorgen sollten und ihm außerdem mehrere, sehr weitreichende Reformschritte vorgeschlagen. In London sollten die Kranken von den übrigen Insassen der Arbeitshäuser getrennt werden, eine zentrale Verwaltung sollte für alle Armen Londons zuständig sein und die Armenfürsorge durch eine Steuer finanziert werden. Dies sollte den Amtsmissbrauch durch Armenvorsteher begrenzen, der zu gravierenden Missständen in einzelnen Arbeitshäusern führte und gleichzeitig eine kosteneffiziente Gesundheitsfürsorge sicherstellen.
Nightingale war sich bewusst, dass die Armengesetzgebung die öffentliche Fürsorge gezielt an so unattraktive Bedingungen wie die Einweisung in Arbeitshäuser knüpfte, um den befürchteten Missbrauch einzuschränken. In dem Moment, in dem ein von Fürsorge lebender Armer aber krank wurde, argumentierte sie, „ist er kein Armer mehr …[sondern] er wird zum Bruder unserer aller & wie für einen Bruder sollten wir für ihn sorgen.“ Das neue Metropolitan Poor Law wurde unter Würdigung von Nightingales Beitrag dazu 1867 verabschiedet. Es ging nicht so weit wie von Nightingale vorgeschlagen, sah aber die Einrichtung von speziellen Krankenhäusern für Fieber- und Geisteskranke vor, die bislang ebenfalls in Arbeitshäuser eingewiesen worden waren. Zuständig für diese Krankenhäuser war das neu geschaffene Metropolitan Asylums Board, das aus Mitteln der Stadt finanziert wurde. Das Gesetz gilt als der erste Schritt in der Trennung staatlicher Kranken- von staatlicher Armenfürsorge und mündete schließlich in die Gründung des National Health Service, dem aus Steuermitteln finanzierten britischen Gesundheitssystem, das für jede in Großbritannien wohnhafte Person kostenlose medizinische Versorgung sicherstellt.

#### Reformen in Britisch-Indien
Am 10. Mai 1857 kam es in Merath zu einem Aufstand von hinduistischen und muslimischen Soldaten gegen ihre britischen Befehlshaber. Der so genannte Sepoy-Aufstand weitete sich schnell über Nordindien aus. Britische Truppen schlugen ihn im Laufe des Jahres 1858 weitgehend nieder, Krankheiten beeinträchtigten jedoch erheblich die Kampffähigkeit der Truppen. So musste der erste Versuch, Lucknow zurückzuerobern, abgebrochen werden, weil Henry Havelock nur noch über 700 einsatzfähige Männer verfügte. Wie Nightingales spätere Analysen zeigten, starben von 1000 in Indien stationierten britischen Soldaten jährlich 60 an Ursachen, die mit unzureichenden hygienischen Bedingungen in Zusammenhang standen.

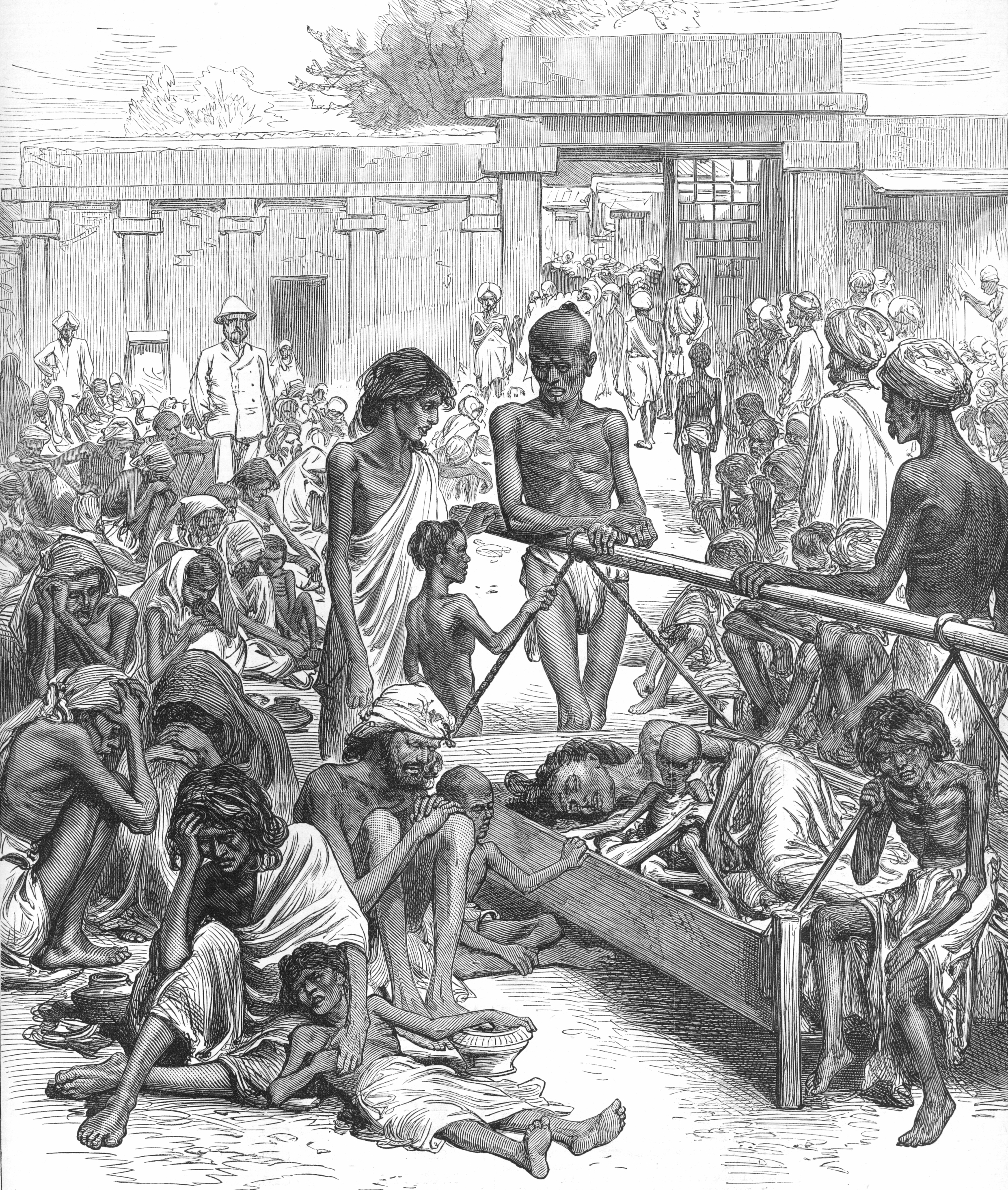
Zeitgenössische Darstellung der Großen Indischen Hungersnot 1876/1877, London Illustrated News vom 20. Oktober 1877

Die britische Regierung beauftragte 1857 erneut eine Untersuchungskommission, die diesmal gezielt die Lebensbedingungen der in Indien stationierten Soldaten untersuchen sollte. Nightingale beschäftigte sich von diesem Zeitpunkt bis gegen Ende des 19. Jahrhunderts mit Fragen der Gesundheitsfürsorge in Indien und entwickelte sich in dieser Zeit zu einer anerkannten Indienexpertin. Der Historiker Jharna Gourlay unterscheidet vier Phasen in Nightingales Beschäftigung mit Indien:
- ab 1857 der Versuch, bessere Gesundheitsfürsorge sowohl für Armeeangehörige und die indische Zivilbevölkerung zu erreichen,
- ab 1870 fokussierte sich Nightingale auf die Ursachen der regelmäßig wiederkehrenden Hungersnöte,
- ab 1879 setzte sie sich mit dem indischen Pachtwesen auseinander,
- ab 1886 konzentrierte sie sich auf Vorschläge zur Verbesserung der Gesundheitsfürsorge in indischen Dörfern und der Ausbildung indischer Frauen.

Anhand ihrer Datenanalyse konnte Nightingale zeigen, dass die klimatischen Bedingungen in Indien nicht die wirkliche Ursache für die hohe Sterblichkeit unter britischen Soldaten waren. Das tropische Klima verschlimmerte nur die Folgen überbelegter Kasernen sowie mangelhafter Trinkwasserver- und Abwasserentsorgung. Die Empfehlungen der Untersuchungskommission wurden im Juli 1863 veröffentlicht. Der neue Generalgouverneur und Vizekönig von Indien John Lawrence, der zu Nightingales Briefpartnern zählte, ließ mit einem Aufwand von 10 Millionen Pfund die britischen Kasernen entsprechend den Empfehlungen umbauen und schrieb ihr bereits 1867, dass die Zahl der jährlichen Todesfälle unter britischen Soldaten auf 20,11 pro 1.000 Mann gesunken sei. Nightingale beklagte dagegen, dass Reformen viel zu langsam umgesetzt würden. 1870 publizierte sie ein Papier mit dem Titel The Sanitary Progress in India (Der sanitarische Fortschritt in Indien), in dem sie der britischen Verwaltung vorwarf, sie habe zwar große Anstrengungen unternommen, neue Kasernen zu errichten, sich dabei aber nicht hinreichend um Probleme der Trinkwasserversorgung und Abwässerbeseitigung gekümmert.

##### Hungersnot und Wasserbau
Auf die regelmäßig wiederkehrenden Hungersnöte in Indien wurde Nightingale erstmals durch die Hungersnot in der Region Orissa aufmerksam, die von 1865 bis 1866 ungefähr eine Million Menschenleben forderte. Die britische Verwaltung der Präsidentschaft Bengalen hatte das Ausmaß der Hungersnot unterschätzt, den britischen Generalgouverneur falsch über die Situation informiert und war auf dem Höhepunkt der Krise nicht in der Lage, Hilfsmaßnahmen zu organisieren. Eine Untersuchungskommission der britischen Regierung führte zwar zur Entlassung des Gouverneurs der Präsidentschaft Bengalen, aber auf die Hungersnot in Orissa folgten sehr schnell weitere Hungersnöte. Heute geht man davon aus, dass zwischen 1858 und 1947, den Jahren der direkten britischen Kolonialherrschaft über den indischen Subkontinent, rund 29 Millionen Inder verhungerten.
Offiziell wurden die zahlreichen Hungersnöte mit klimatischen Einflüssen erklärt, tatsächlich bedingte die Form der britischen Kolonialwirtschaft jedoch, dass die Mehrheit der Bevölkerung selbst in guten Jahren kaum über das Existenzminimum verfügte. Nightingale fokussierte sich im Wesentlichen auf zwei Themen: den Bau von Kanälen und Bewässerungssystemen sowie eine Reform des indischen Pachtwesens. Seit Ende der 1860er Jahre hatte sie sich mit Wasserbaumaßnahmen auseinandergesetzt und war zu dem Schluss gekommen, dass Bewässerungsmaßnahmen die landwirtschaftliche Produktivität nachhaltig steigern und Kanäle gleichzeitig die Transportmöglichkeiten innerhalb Indiens erheblich verbessern würden. Mit dieser Ansicht stand sie nicht allein, einzelne Maßnahmen waren bereits während der indirekten Herrschaft durch die Britische Ostindien-Kompanie umgesetzt worden. Ihr wichtigster Partner zu Fragen des Wasserbaus war der Ingenieur Arthur Cotton, der in den 1850er Jahren wesentlich daran beteiligt war, den Godavari zu einem der Hauptwasserwege auf dem indischen Subkontinent zu entwickeln.
In den 1870er Jahren verhinderten Diskussionen um die Finanzierung und die Frage, ob statt des Baus von Wasserkanälen nicht besser der Schienenverkehr entwickelt werden sollte, einen Ausbau von Bewässerungsanlagen und Wasserwegen. Die Anstrengungen Nightingales, die Kabinettsmitglieder der Regierung Benjamin Disraelis zur Einberufung einer Untersuchungskommission zu bewegen, blieben vergeblich. Erst nach der Hungersnot von 1899, die in Ausmaß und Schwere die vorangegangenen übertraf, berief der indische Generalgouverneur Lord Curzon eine entsprechende Kommission ein, die ebenfalls Wasserbaumaßnahmen als wesentliches Instrument zur besseren Versorgung der indischen Bevölkerung empfahl.

##### Landrechte und Gesundheitsfürsorge

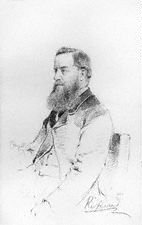
Lord Ripon, von 1880 bis 1884 Generalgouverneur und Vizekönig von Indien

Die Ursache für die Armut der indischen Landbevölkerung sah Nightingale in der Form des Pachtwesens. Landpächter, die sogenannten Ryots, waren weitgehend schutzlos der Willkür der Zamindare, den Großgrundbesitzern, ausgesetzt. Es gab zwar immer wieder Gesetzesinitiativen, die illegale Pachtzuschläge, Wucherzinsen und Möglichkeiten zur Zwangsräumung von verpachtetem Land einschränken sollten. Doch blieben diese Maßnahmen halbherzig, da neben den Zamindars auch europäische Pflanzer von einer Stärkung der Rechte der Landbevölkerung betroffen waren.
Nightingales Bemühen konzentrierte sich darauf, die britische Öffentlichkeit darüber aufzuklären, und trotz Mäßigungsversuchen durch ihren langjährigen Freund Benjamin Jowett warf sie schließlich dem India Office öffentlich Desinteresse an den Lebensbedingungen der indischen Bevölkerung vor. Große Hoffnung verband sie mit der Ernennung des Liberalen Lord Ripon zum neuen Generalgouverneur in Indien. Sein Amtsantritt fiel mit der Veröffentlichung der Untersuchungskommission zur Hungersnot von 1877/1878 zusammen, die eine Reihe von Maßnahmen empfahl, für die Nightingale seit Beginn der 1870er Jahre geworben hatte, und die Ripon umzusetzen begann. Nightingale, die Ripon als seinen morale-booster („moralische Treibkraft“) bezeichnete, versorgte ihn dabei mit Informationen und Analysen zu einer großen Bandbreite an Themen. Zu Lord Ripons Leistung gehören unter anderem die Ausarbeitung des Land Tenancy Bill, der die Rechte der Ryots stärken sollte, die Gründung agrarwissenschaftlicher Fachabteilungen innerhalb der britischen Verwaltung, Ausbau der Transportwege und eine Rücklagenbildung, um im Fall von Hungersnöten schneller reagieren zu können. Lord Ripon trat schließlich 1884 wegen der Reaktion auf den von ihm vorgelegten Ilbert Bill zurück, der die Rechte der indischen Bevölkerung ausweiten sollte und unter anderem vorsah, dass in Britisch-Indien auch Inder über Briten zu Gericht sitzen konnten.
Unter den Mitgliedern des Indischen Nationalkongresses warb Nightingale seit den späten 1880er Jahren für Programme, die die Landbevölkerung mit einfachen Maßnahmen zur Gesundheitsfürsorge vertraut machen sollte. Sie arbeitete außerdem eng mit Lady Dufferin, der Ehefrau des indischen Generalgouverneurs Lord Dufferin, zusammen, deren als Dufferin Fund bekannt gewordene Stiftung indischen Frauen den Zugang zu einer medizinischen Versorgung ermöglichen sollte. Die Stiftung gründete Apotheken und kleine Krankenhäuser. Außerdem richtete sie in größeren Krankenhäusern Stationen ein, die ausschließlich weibliche Patienten aufnahmen, die dort nur von Frauen betreut wurden. Die wesentliche Leistung des Dufferin Fund bestand in der Ausbildung indischer Krankenschwestern, Hebammen und Ärztinnen. Zu den letzten Schriften Nightingales zählen einfache Fibeln zu Themen der Gesundheitsfürsorge, die in verschiedene indische Sprachen übersetzt wurden.

#### Nightingale und Frauenemanzipation
Obwohl Nightingale sich für einen Lebensweg außerhalb der gesellschaftlichen Konventionen ihrer Gesellschaftsschicht und ihrer Zeit entschied, war sie keine Verfechterin der Emanzipation der Frau. Die Historikerin Melanie Phillipps bezeichnet sie sogar als eine ihrer entschiedensten Gegnerinnen. In den 1859 erschienenen Notes on Nursing wandte sich Nightingale unter anderem gegen die Forderung der Frauenrechtlerinnen, Frauen das Medizinstudium zu öffnen. Zu ihren Freundinnen zählte zwar schon in den 1850er Jahren Elizabeth Blackwell, eine der ersten Ärztinnen mit Hochschulabschluss, und beide erwogen gelegentlich eine engere Zusammenarbeit. Auf John Stuart Mills kritische Anmerkungen zu Nightingales Einstellung zur Frauenemanzipation antwortete sie ihm, dass Ärztinnen versuchten, „Männer“ zu sein, aber bestenfalls zu drittklassigen Männern würden, denen jeglicher Einfluss auf eine Verbesserung der medizinischen Fürsorge verwehrt bliebe. Sowohl Phillipps als auch Bostridge sehen Nightingales skeptische Haltung gegenüber der Frauenrechtsbewegung in ihrer Enttäuschung begründet, dass sie nur wenige Frauen der Mittelschicht für die Krankenpflege begeistern konnte. Nightingale war fest davon überzeugt, dass Frauen weit mehr Gelegenheiten zur beruflichen Tätigkeit offenstünden, als diese nutzten. Ihre Einstellung gegenüber Ärztinnen wurde im Laufe der Jahre weniger kritisch, und bei den letzten beiden Ärzten, die sie versorgten, handelte es sich um Frauen.
Nightingale befürwortete zwar das Wahlrecht für Frauen, maß ihm aber eine weit geringere Bedeutung bei als einer Verbesserung der Gesundheitsfürsorge. Gemeinsam mit Harriet Martineau, Josephine Butler, Mary Carpenter, Lydia Becker und weiteren 135 Frauen gehört sie jedoch zu den Frauen, die die Petition vom 1. Januar 1870 zur Abschaffung der Contagious Diseases Acts unterzeichneten. Diese Petition, die heute als ein Gründungsdokument des modernen Feminismus gilt, wandte sich gegen eine Kriminalisierung von Prostituierten, während ihre Kunden unbehelligt blieben. Anlass für den Erlass des Gesetzes war die hohe Zahl an britischen Soldaten, die an Geschlechtskrankheiten litten. Nightingale hatte sich bereits 1864 gegen diesen Erlass gewendet, weil er aus ihrer Sicht nicht nur unmoralisch, sondern auch gänzlich ungeeignet war, die Zahl der Erkrankten zu reduzieren. Eine effektivere Maßnahme war aus ihrer Sicht die Schaffung von Quartieren für verheiratete Soldaten und Aufenthaltsräumen, die den Soldaten die Möglichkeit gaben, ihre freie Zeit außerhalb der Vergnügungsviertel der jeweiligen Garnisonsstadt zu verbringen. Als Beleg verwies sie auf das Beispiel der 5th Dragoon Guards, eines Kavallerieregiments, das über solche Einrichtungen verfügte und deutlich weniger Fälle von Geschlechtskrankheiten aufwies.

### 1890er bis 1910: Letzte Lebensjahre

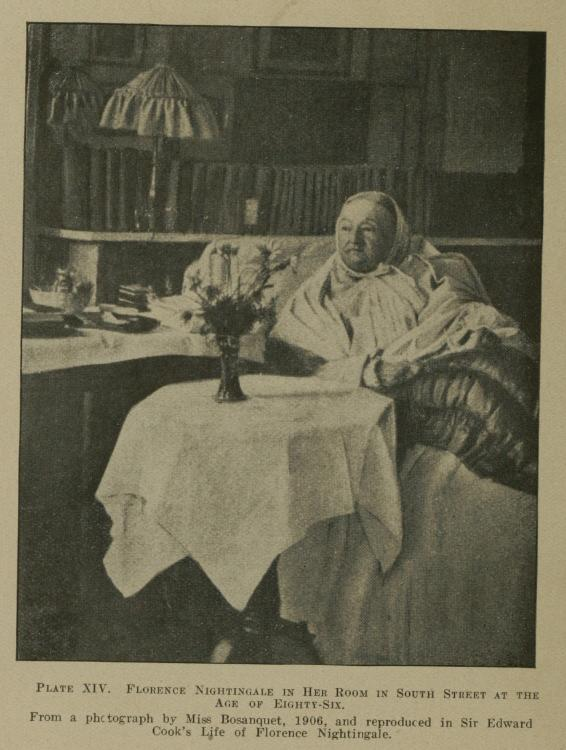
Florence Nightingale (etwa um das Jahr 1906)

Ab 1887 litt Nightingale zunehmend unter Sehschwierigkeiten und war zu Beginn des 20. Jahrhunderts nur noch mit großer Mühe in der Lage, zu schreiben oder zu lesen. Ab 1895 klagte sie außerdem über einen zunehmenden Gedächtnisverlust, ab 1896 war sie darüber hinaus weitgehend ans Bett gebunden. Sie versuchte weiterzuarbeiten, so lange es ihr möglich war, und nahm noch Anteil an dem Versuch von Lord und Lady Monteagle, ausgebildete Krankenpflegerinnen in irischen Arbeitshäusern zu etablieren. Ab 1898 ließ man nur noch die engsten Verwandten zu ihr vor, eine Gesellschafterin und eine Krankenpflegerin versorgten sie in ihrem Haus in der South Street.
Es ist nicht sicher, ob ihr noch bewusst wurde, dass König Edward sie in den Order of Merit aufnahm und dass ihr kurz darauf die Stadt London die Auszeichnung Freedom of the City verlieh. Sie starb am 13. August 1910 im Schlaf. Da sie ein offizielles Nationalbegräbnis in der Westminster Abbey zugunsten einer privaten Beisetzung abgelehnt hatte, wurde Nightingale wunschgemäß im Familiengrab bestattet. Die Überführung aus London fand unter großer Anteilnahme der Bevölkerung statt.
Das Grab Nightingales befindet sich auf dem Friedhof der Church of St. Margaret in Wellow (Test Valley, Hampshire).

## Nachlass
Zu Nightingales Nachlass gehören Briefe, Kopien von Briefen und Briefentwürfe, Manuskripte, Tagebücher und Notizen. Die Sammlung ihrer persönlichen Unterlagen und Dokumente, die in der British Library aufbewahrt wird, ist die umfangreichste nach der des britischen Premierministers William Ewart Gladstone und füllt fast zweihundert Bände.
Eine weitere umfangreiche Sammlung von Quellen zum Leben von Florence Nightingale befindet sich im Claydon House, dem Familiensitz der Familie Verney, in die Nightingales ältere Schwester Parthenope eingeheiratet hatte. Aufbewahrt werden hier Briefe von Florence Nightingale an ihre Eltern und ihre Schwester sowie ein Teil der Korrespondenz der Nightingale-Familie über einen Zeitraum von mehr als 100 Jahren. Die umfangreiche Sammlung ist zum Teil darauf zurückzuführen, dass Parthenope Verney den Wunsch ihrer Schwester nicht erfüllte, Teile ihrer Korrespondenz zu vernichten.
In den London Metropolitan Archives befindet sich eine dritte Sammlung, deren Schwerpunkt Quellen zur Krankenpflegeschule im St Thomas’ Hospital ist. Quellen zum Leben von Florence Nightingale werden außerdem weltweit in weiteren zweihundert Archiven aufbewahrt. Insgesamt sind allein 14.000 Briefe von Nightingale bekannt. Der älteste stammt aus dem Jahr 1827, als sie sieben Jahre alt war; die jüngsten Briefe stammen aus dem Jahr 1907. Damit gehört ihr Leben zu einem der am besten dokumentierten des viktorianischen Zeitalters.

## Mediale Retrospektive

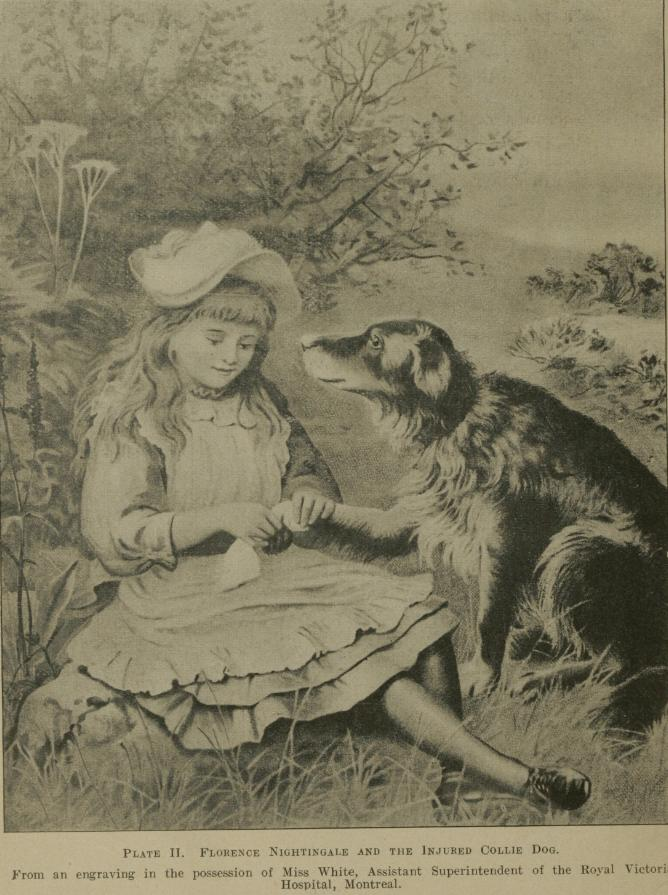
Die Geschichte, dass Nightingale den verletzten Hirtenhund Cap gesund gepflegt hätte, war seit 1867 fester Bestandteil früher Nightingale-Biografien.

Im Februar 1855 brachte die deutsche Illustrierte Die Gartenlaube einen ersten – sehr wohlwollenden – Bericht über das Wirken von Nightingale während des Krimkrieges unter dem Titel Hospital-Scenen vom Kriegsschauplatze, der drastisch und unverblümt die katastrophale Situation der Kriegsverwundeten schildert.
Die erste Biographie Nightingales erschien 1855. Das dünne, 16-seitige Heftchen, das einen Penny kostete, beschrieb ihre frühen Jahre in einer Weise, die sich auch in anderen Biografien wiederholte, die zu ihren Lebzeiten erschienen: ihr schon früh bewiesenes Mitgefühl mit den Kranken, ihre Fürsorge für Arme und ihre freiwillige Selbstbeschränkung trotz des privilegierten Familienhintergrunds. 1893 wurde ein Teil ihrer Schriften von L. Seymer herausgegeben.
Erst die 1913 erschienene Biografie Edward Tyas Cooks brach mit der traditionellen Darstellungsweise von Nightingales Leben. Er erwähnte zwar die zum typischen Erzählkanon gehörenden Geschichten, nach denen Nightingale bereits als junges Mädchen ihre Puppen „gesund“ gepflegt und den verletzten Hütehund Cap versorgt habe, betonte aber seine Skepsis über den Wert solcher Berichte, selbst wenn sie auf tatsächlichen Begebenheiten beruhen sollten. In einem Brief an Margaret Verney, die Schwiegertochter von Nightingales Schwester Parthenope, schloss Cook nicht aus, dass er möglicherweise die schwierigeren Seiten von Nightingales Charakter überbetont habe. Er habe aber Wert darauf gelegt, sich möglichst weit von den sentimentalisierenden Biografien abzugrenzen, die sie zu einer „Gipsheiligen“ hätten werden lassen.
Cook beschrieb Nightingale unter anderem als überaus hartnäckig, ungeduldig und wenig tolerant gegenüber Widerspruch. Sehr offen thematisierte er ihr angespanntes Verhältnis zu ihrer Mutter und ihrer Schwester. Breiten Raum in Cooks Biografie nimmt ihre Leistung nach ihrer Rückkehr aus dem Krimkrieg ein, darunter auch ihre zum Zeitpunkt der Veröffentlichung schon weitgehend vergessenen Anstrengungen für eine bessere Gesundheitsfürsorge in Britisch-Indien.
Er porträtierte sie aber auch nicht als eine, sondern als die Pionierin der modernen Krankenpflege, womit er die Leistungen von Zeitgenossinnen wie Elizabeth Fry und Mary Jones übersah, und vermittelte dem Leser den Eindruck, dass die Nightingale School of Nursing von Beginn an erfolgreich gewesen sei. Nach Ansicht von Bostridge beeinflusste Cooks Biografie alle darauf folgenden Biografien Nightingales. Dazu zählt auch Lytton Stracheys Essay über sie, der sie als eine Frau darstellt, die ihren Sexualtrieb unterdrückt, um Macht über Männer zu gewinnen.
1928 veröffentlichte Ray Strachey eine kurze Geschichte der britischen Frauenbewegung und nahm im Anhang Nightingales Essay Cassandra auf, worin die Autorin das sinnentleerte Leben von Frauen ihrer Schicht thematisiert und den Mangel an selbstbestimmter Zeit beklagt. Nightingale hatte den Essay als Dreißigjährige verfasst und später in einer überarbeiteten Form in ihre Suggestions for thought aufgenommen. Diese waren aber nur als Privatdruck veröffentlicht worden und wurden erst durch Strachey einer breiteren Leserschaft zugänglich. Die Feministin Vera Brittain bezeichnete in einem im Januar 1929 im Manchester Guardian erschienenen Artikel diesen Essay als Todesstoß für die „monströse Legende“ von der „Dame mit der Lampe“. Zu den Lesern von Nightingales Cassandra zählte auch Virginia Woolf. Bostridge vertritt die Auffassung, dass das Beispiel Nightingale wesentlich für Woolfs These war, dass persönliche Privatsphäre wesentlich für Kreativität ist, und nennt als Beleg dafür, dass Woolf in frühen Entwürfen zu Ein Zimmer für sich allein auf Nightingale verhältnismäßig ausführlich eingeht.
Die erste filmische Biografie Nightingales wurde 1915 unter der Regie von Maurice Elvey in Großbritannien produziert. Die Filmrollen dieses Stummfilms sind nicht mehr erhalten, erhaltenes Werbematerial zeigt unter anderem eine Szene, in der ein Untertitel Nightingale fälschlich als Gründerin des Roten Kreuzes bezeichnet. Das erste abendfüllende Bühnenstück über Nightingale schrieb die US-Amerikanerin Edigh Gittings Reich 1922, das Stück wurde aber vermutlich nicht sehr häufig aufgeführt. Wesentlich erfolgreicher war das Theaterstück The Lady with a Lamp von Reginald Berkeley, in dem Edith Evans bei der Premiere die Hauptrolle spielte. Berkeley lehnte sich bei der Charakterisierung seiner Hauptfigur stark an den Essay von Lytton Strachey an, führte aber auch romantische Verwicklungen ein. Die offensichtlich von Richard Monckton Milnes inspirierte Figur des Henry Tremayne hält vergeblich um Nightingales Hand an und stirbt in Scutari als verwundeter Soldat in ihren Armen. Als Krankenpflegerin tritt Nightingale in diesem Stück ansonsten nicht in Erscheinung, was einen Kritiker zu der Bemerkung inspirierte, sie sei darin „die heilige Johanna der Hygiene, die von Stimmen zu Abwasserrohren berufen sei“. Aufgrund des Erfolgs des Theaterstücks wurde das Leben Nightingales 1936 auch in Hollywood verfilmt. Der von William Dieterle gedrehte Film The White Angel mit Kay Francis in der Hauptrolle erwies sich nicht als sonderlich erfolgreich.
Im Jahr 1937 hielt eine Kritik in der Times Literary Supplement bei einer Besprechung von Margaret Smiths bissiger Nightingale-Biografie fest, dass zeitgenössische Nightingale-Biografien die Tendenz hätten, ihre Neigung zu Sarkasmus, Schärfe und diktatorischer Effizienz genauso überzubetonen wie viktorianische Biografien es mit ihrer Milde und Barmherzigkeit getan hätten. Im Herbst 1950 erschien Cecil Woodham-Smiths Nightingale-Biografie, für die sie neun Jahre lang recherchiert hatte, und die sich um eine neutralere Darstellung bemühte. Das Werk war in Großbritannien ein Verkaufserfolg, wurde sowohl als Hardcover als auch als Taschenbuch mehrfach neu aufgelegt und begründete Woodham-Smiths Ruf als Biografin.
1951 wurde Nightingales Leben mit Anna Neagle als The Lady With a Lamp erneut verfilmt. Julie Harris spielte die Rolle 1964 in The Holy Terror für das US-Fernsehen. Eine Version, die mehr die romantischen Verwicklungen im Hospital in den Vordergrund stellte, wurde 1985 mit Jaclyn Smith und Timothy Dalton ebenfalls für das Fernsehen produziert.
Florence Nightingale wurde auf der Rückseite von britischen 10-Pfund-Banknoten dargestellt, die von 1975 bis 1991 in Umlauf waren.
Mark Bostridges 2008 veröffentlichte Biografie gilt als die erste bedeutende seit der von Cecil Woodham Smith. Sie wurde vom Wall Street Journal zu einem der besten Bücher des Jahres 2008 gewählt und 2009 mit dem Elizabeth-Longford-Preis ausgezeichnet.
Die Evangelische Kirche in Deutschland ehrt Florence Nightingale mit einem Gedenktag im Evangelischen Namenkalender am 14. August. Ihr Gedenktag für die Evangelisch-Lutherische Kirche in Amerika und für die anglikanische Kirche ist ihr Todestag, der 13. August.
Ihr Geburtstag, der 12. Mai, wird jährlich zum Anlass genommen, um weltweit auf die Krankheit ME/CFS aufmerksam zu machen. Obgleich Nightingales Erkrankung nicht eindeutig identifiziert werden konnte, ähneln viele Symptome und der Krankheitsverlauf auch dieser Krankheit.
2023 veröffentlichte der Schriftsteller Francis Nenik im Rahmen seiner Geschichte der modernen Medizin ein dreiteiliges Hörbuch, das sich mit dem Wirken Nightingales im Kontext der Medizin ihrer Zeit beschäftigt. Dabei zeigt Nenik, wie der Mythos von Florence Nightingale konstruiert wurde, und macht deutlich, dass ihre eigentliche Bedeutung weniger in der Behandlung von Kranken als in der Reform der Krankenschwestern- und Hebammenausbildung sowie in der Entwicklung der Medizinstatistik und der Militärmedizin zu suchen ist.

## Museen
- London. Das Florence Nightingale Museum in London befindet sich im St Thomas' Hospital gegenüber dem Westminster-Palast an der Themse in Zentral-London.
- Istanbul. In Üsküdar, in der ehemaligen Scutari-Kaserne, die jetzt vom türkischen Militär genutzt wird, ist ein Florence-Nightingale-Museum eingerichtet. Ein Besuch ist auf Voranmeldung hin möglich.[212]

## Hospitäler
Verschiedene Hospitäler wurden nach Nightingale benannt: in Deutschland das ehemalige Fronbergkrankenhaus in Düsseldorf, in der Türkei unter anderen in Istanbul, Ataşehir und in Şişli. Das Florence Nightingale Maternity Hospital in Waco aus dem Jahr 1937 wurde Anfang der 1950er Jahre geschlossen; der Neubau wurde 1959 nach einem Spender in Hoblitzelle Women’s and Children’s Hospital umbenannt und dem Baylor University Hospital angeschlossen.

## Weiteres
Die US-amerikanische Krankenschwester und Pionierin der modernen Pflege Anna Maxwell (1851–1929) wurde bekannt als „US-amerikanische Florence Nightingale“.

## Abgrenzung zur deutschen Krankenpflegegeschichte
Die Krankenpflegegeschichte im deutschsprachigen Raum unterscheidet sich von der im britischen, weil in Deutschland und dessen Nachbarn insbesondere die konfessionell geprägten Ordensgemeinschaften einen größeren Einfluss hatten. Im deutschsprachigen Raum lag die Professionalisierung der Pflege in den Händen der Pflegenden in den katholischen Kongregationen bzw. der protestantischen Diakonissen. Nächstenliebe als wesentliche Motivation, Zersplitterung der Berufsorganisationen, Anrede als „Schwester“, niedrige Vergütung, ausgeprägte Hierarchiestufen und geringes Ansehen in der Öffentlichkeit ließen sich laut Anna Sticker nicht zuletzt auch auf diesen geistlichen Ursprung zurückführen. Davon setzten sich im 19. und 20. Jahrhundert die so genannten „Wilden Schwestern“ und die Rot-Kreuz-Schwesternschaften mit ihrem nicht-klerikalen Verständnis der professionell ausgeübten Pflege ab.

## Veröffentlichungen (Auswahl)
- Notes on matters affecting the health, efficiency, and hospital administration of the British Army founded chiefly on the experience of the late war. Regierungsbericht, 1857
- Female Nurses in Military Hospitals. 1857
- Subsidiary Notes as to the Introduction of Female Nursing in Military Hospitals in War and Peace. 1858
- The sanitary condition of the Army. London 1858
- Notes on Nursing; What it is and What it is Not. 1859
- Hints on hospitals. London 1859.[219]
- Notes on Hospitals. 1859 – 3., vollständig überarbeitete Auflage 1863
- Suggestions for Thought to the Searcher after Truth among the Artizans of England. London 1860 (privater Druck)
- Observations on the sanitary state of the army in India. 1863.[219]
- How people may live and not die in India. London 1864
- Suggestions on the Subject of Providing Training and Organising Nurses for the Sick Poor in Workhouse Infirmaries. In: Report of the Committee on Cubic Space of Metropolitan Workouses. 19. Januar 1867, S. 64–69.
- Una and the Lion. Good Words, Juni 1868
- Introductory Notes on Lying-in Hospitals, together with a Proposal for Organising an Institution for the Training of Midwives and Midwifery Nurses. 1871
- Addresses to the Probationer in the Nightingale Fund School at St Thomas’ Hospital, 1872–1900. (Privatdruck)
- Life or death in India. 1873.[219]
- Letter to the Nurses of the Edinburgh Royal Infirmary. 1878 (Privatdruck)
- On Trained Nursing for the Sick Poor. 1881 (Privatdruck)
- Health teaching in towns and villages. 1894.[219]

### Werkausgaben
- Lynn McDonald (Hrsg.): The Collected Works of Florence Nightingale. 16 Bände Wilfrid Laurier University Press, Ontario 2001–2012:
  - Band 1: Florence Nightingale. An Introduction to Her Life and Family. 2001.
  - Band 2: Florence Nightingale’s Spiritual Journey. Biblical Annotations, Sermons and Journal Notes. 2002.
  - Band 3: Florence Nightingale’s Theology: Essays, Letters and Journal Notes. 2002.
  - Band 4: Florence Nightingale on Mysticism and Eastern Religions. (hg. v. Gérard Vallée) 2003.
  - Band 5: Florence Nightingale on Society and politics, Philosophy, Science, Education and Literature. 2003.
  - Band 6: Florence Nightingale on Public Health Care. 2004.
  - Band 7: Florence Nightingale’s European Travels. 2004.
  - Band 8: Florence Nightingale on Women, Medicine, Midwifery and Prostitution. 2005.
  - Band 9: Florence Nightingale on Health in India. (hg. v. Gérard Vallée) 2006.
  - Band 10: Florence Nightingale on Social Change in India. (hg. v. Gérard Vallée) 2007.
  - Band 11: Florence Nightingale’s „Suggestions for Thought“. 2008.
  - Band 12: Florence Nightingale. The Nightingale School. 2009.
  - Band 13: Florence Nightingale. Extending Nursing. 2009.
  - Band 14: Florence Nightingale. The Crimean War. 2010.
  - Band 15: Florence Nightingale on Wars and the War Office. 2011.
  - Band 16: Florence Nightingale and Hospital Reform. 2012.

### Monographien
- Edward Tyas Cook: The Life of Florence Nightingale. London 1913, Online: Band 1, Band 2, zuletzt abgerufen am 28. Mai 2020.
- Monica E. Baly: Florence Nightingale and the Nursing Legacy. Whurr Publishers, London 1997, ISBN 1-86156-049-4.
- Mark Bostridge: Florence Nightingale. Penguin Books, London 2009, ISBN 978-0-14-026392-3.
- Barbara Montgomer Dossey: Florence Nightingale – Mystic, Visionary, Healer. Springhouse Corporation, Springhouse 2000, ISBN 0-87434-984-2.
- Werner Färber: Wer war Florence Nightingale. Verlagshaus Jacoby & Stuart, Berlin 2009, ISBN 978-3-941087-19-4.
- Wolfgang Genschorek: Schwester Florence Nightingale. Teubner, Leipzig 1990, ISBN 3-322-00327-2.
- Margaret Grier: Florence Nightingale and Statistics. In: Res. Nurse Health. 1 (1978), S. 91–109.
- Jharna Gourlay: Florence Nightingale and the Health of the Raj. Ashgate, Burlington 2003, ISBN 0-7546-3364-0.
- Melanie Phillips: The Ascent of Woman: A History of the Suffragette Movement and the ideas behind it. Time Warner Book Group, London 2003, ISBN 0-349-11660-1.
- Helen Rappaport: No Place for Ladies: The Untold Story of Women in the Crimean War. Aurum Press, London 2007, ISBN 978-1-84513-314-6.
- Laura E. Richards: Florence Nightingale, Angel of The Crimea. A Story For Young People. 1909.
- Gilbert Sinoué: La dame à la lampe: Une vie de Florence Nightingale. Calmann-Lévy, Paris 2008.
- Ulrike Witten: Diakonisches Lernen an Biographien: Elisabeth von Thüringen, Florence Nightingale und Mutter Teresa. EVA, Leipzig 2014, ISBN 978-3-374-03884-8. (Zugleich: Dissertation. Universität Leipzig 2012/2013).